# Power Rangers : Mighty Morphin
Chronologie
Alien Rangers
Power Rangers ou Power Rangers : Mighty Morphin (Mighty Morphin Power Rangers) est une série télévisée américaine-canadien en 145 épisodes de 22 minutes, diffusée entre le 28 août 1993 aux États-Unis et 5 juin 1994 au Canada et le 27 novembre 1995 dans Fox Kids sur Fox et TVOKids sur TVO (TVOntario).
Première déclinaison télévisée de la franchise Power Rangers, elle regroupe trois saisons de la saga.
En France, la série a été diffusée sous le titre Power Rangers à partir du 13 avril 1994  dans le Club Dorothée sur TF1 Le surtitre original Mighty Morphin ayant été ajouté à l'occasion de sa diffusion sur Netflix.
Au Québec, la série a été créée sur Canal D du 5 mai 1995 et le 7 juin 2003.
La moitié de la première saison - soit 32 épisodes - a été rediffusée en 2010 sur ABC Kids sous le titre Mighty Morphin Power Rangers (re-version).

## Synopsis

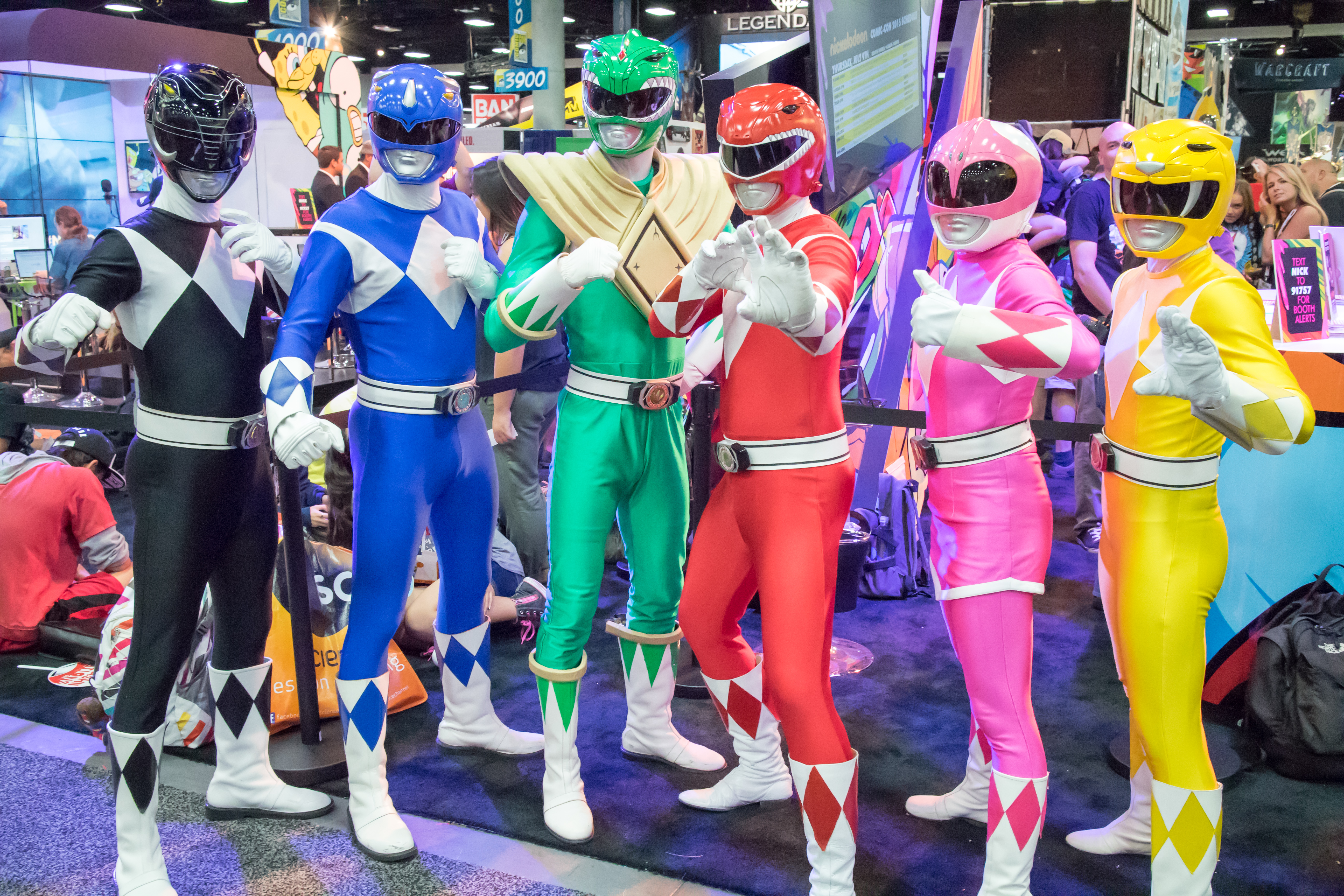
Cosplay des six rangers au Comic-Con International 2015.

Lorsque l'avenir de la planète est en danger après la libération accidentelle de Rita Repulsa, un être interdimensionnel, Zordon d'Eltar (ayant combattu et emprisonné Rita il y a 10 000 ans), établi dans un Centre de Commande à Angel Grove, recrute cinq adolescents afin d'endosser les pouvoirs du Réseau de Transmutation et de défendre la planète en tant que Power Rangers : Jason, Trini, Billy, Kimberly et Zack. Dès que le combat monte en puissance, ils peuvent faire appel à leurs véhicules d'assaut géants connus sous le nom de Zords, et les combiner en un robot géant, le Megazord, pour détruire les monstres qui menacent la paix à Angel Grove, tout en essayant de vivre une vie ordinaire de lycéen.
Les Rangers doivent faire face à de terribles menaces. La plus sérieuse a lieu lorsque Rita donne le Médaillon du DragonZord à un nouvel élève du lycée, Tommy, qui combat contre les Rangers sous le costume du Ranger vert démoniaque. Une fois le sort brisé, il rejoint l'équipe des Rangers pour combattre Rita. Malheureusement, Tommy perd ses pouvoirs de Ranger vert mais endosse les pouvoirs du Ranger blanc.
Afin d'arrêter le Seigneur Zedd, venu remplacer Rita dans la lutte contre le Bien, les Rangers ont besoin d'assembler leurs DinoZords aux TonnerreZords. Peu de temps après l'arrivée du Ranger blanc, Jason, Zack et Trini partent pour la Suisse afin de présider la Conférence Mondiale de la Paix. Ils lèguent leurs pouvoirs à trois de leurs amis : Rocky, Adam Park et Aisha, qui deviennent les nouveaux Rangers rouge, noir et jaune.
Sans prévenir, Rita retrouve le chemin du Palais du Seigneur Zedd. Elle profite de son repos pour lui faire boire une Potion d'amour. Celui-ci tombe alors amoureux de la Reine du Mal. Les deux tourtereaux démoniaques ne perdent pas de temps et se marient sur-le-champ.
Lorsque l'équipe perd ses pouvoirs en combattant Rito, le frère de Rita, les Rangers partent en quête du Temple du Pouvoir, où Ninjor, créateur des Médaillons, leur donnent de nouveaux pouvoirs Ninjas ainsi que les NinjaZords, rejoints plus tard par les ShogunZords.
À son tour, Kimberly quitte l'équipe pour son entraînement à la Coupe du monde de gymnastique. Elle donne ses pouvoirs à Katherine qui devient la nouvelle Ranger rose. Peu de temps après, Maître Vile, le père de Rita et Rito, débarque sur Terre avec le Cristal d'Armaguedon. Il parvient à inverser le cours du temps et à transformer les Rangers en enfants, dépourvus de pouvoirs.

## Distribution

### Saisons 1, 2 et 3 (1993-1995)

#### Rangers
| Acteurs                                                                                 | Personnages        | Rangers                                         | Armes                                                                           | Véhicules                              | Zords                                                                               | Armures                               |
| --------------------------------------------------------------------------------------- | ------------------ | ----------------------------------------------- | ------------------------------------------------------------------------------- | -------------------------------------- | ----------------------------------------------------------------------------------- | ------------------------------------- |
| Austin St. John (VF : William Coryn (1re voix - 80 épisodes), Damien Boisseau (2e voix) | Jason Lee Scott    | Mighty Morphin Ranger rouge                     | Transmutateur, Médaillon Tyrannosaure, Communicateur, Pistolet-Épée, Épée Laser | Moto de combat Tyrannosaure            | DinoZord Tyrannosaure, Dragon rouge Tonnerrezord                                    | Bouclier du Dragon                    |
| Steve Cardenas (VF : David Lesser)                                                      | Rocky DeSantos     | Mighty Morphin Ranger rouge, Ninja Ranger rouge | Transmutateur, Médaillon Tyrannosaure, Communicateur, Pistolet-Épée, Épée Laser | Moto Squale rouge                      | Dragon rouge Tonnerrezord, Singe NinjaZord ; Shogunzord rouge                       | Bouclier du Dragon, Armure métallique |
| Walter Emmanuel Jones (VF : Lionel Melet)                                               | Zack Taylor        | Mighty Morphin Ranger noir                      | Transmutateur, Médaillon Mastondonte, Communicateur, Pistolet-Épée, Hache Laser | Side-car Mastodonte                    | DinoZord Mastodonte, Lion Tonnerrezord                                              | Bouclier du Dragon                    |
| Johnny Yong Bosch (VF : Bernard Soufflet)                                               | Adam Park          | Mighty Morphin Ranger noir, Ninja Ranger noir   | Transmutateur, Médaillon Mastondonte, Communicateur, Pistolet-Épée, Hache Laser | Moto Squale noire                      | Lion Tonnerre zord, Grenouille Ninjazord ; Shogunzord noir                          | Armure métallique                     |
| David Yost (VF : Alexandre Gillet)                                                      | Billy Cranston     | Mighty Morphin Ranger bleu, Ninja Ranger bleu   | Transmutateur, Médaillon Tricératops, Communicateur, Pistolet-Épée, Lance Laser | Side-car Tricératops, Moto Squale bleu | DinoZord Tricératops, Licorne Tonnerrezord, Loup Ninjazord ; Shogunzord bleu        | Armure métallique                     |
| Thuy Trang (VF : Emmanuelle Pailly)                                                     | Trini Kwan         | Mighty Morphin Ranger jaune                     | Transmutateur, Médaillon Smilodon, Communicateur, Pistolet-Épée, Dagues Laser   |                                        | DinoZord Smilodon, Griffon Tonnerrezord                                             |                                       |
| Karan Ashley (VF : Aurélia Bruno)                                                       | Aisha Campbell     | Mighty Morphin Ranger jaune, Ninja Ranger jaune | Transmutateur, Médaillon Smilodon, Communicateur, Pistolet-Épée, Dagues Laser   | Moto Squale jaune                      | Griffon Tonnerrezord, Ours Ninjazord ; Shogunzord jaune                             | Armure métallique                     |
| Amy Jo Johnson (VF : Sophie Gormezano, Agnès Gribe (voix de remplacement)               | Kimberly Hart      | Mighty Morphin Ranger rose, Ninja Ranger rose   | Transmutateur, Médaillon Ptérodactyle, Communicateur, Pistolet-Épée, Arc Laser  | Moto Squale rose                       | DinoZord Ptérodactyle, Oiseau de feu Tonnerrezord, Grue Ninjazord ; Shogunzord rose | Armure métallique                     |
| Catherine Sutherland (VF : Agnès Gribe)                                                 | Katherine Hillard  | Ninja Ranger rose                               | Transmutateur, Médaillon Ptérodactyle, Communicateur, Pistolet-Épée, Arc Laser  | Moto Squale rose                       | Grue Ninjazord ; Shogunzord rose                                                    | Armure métallique                     |
| Jason David Frank (VF : Patrick Poivey)                                                 | Tommy Oliver       | Mighty Morphin Ranger vert                      | Transmutateur, Médaillon DragonZord, Communicateur, Dague du Dragon             |                                        | DragonZord                                                                          | Bouclier du Dragon                    |
| Jason David Frank (VF : Patrick Poivey)                                                 | Tommy Oliver       | Mighty Morphin Ranger blanc, Ninja Ranger blanc | Transmutateur, Médaillon TigreZord, Communicateur, Saba                         | Moto Squale blanche                    | TigreZord, Armure métallique, Fauconzord ; Shogunzord blanc                         | TigreZord                             |
| Jason David Frank                                                                       | Tom Oliver (clone) | Mighty Morphin vert                             | Dague du Dragon                                                                 |                                        | Dragon Zord                                                                         | Bouclier du Dragon                    |
| Hideaki Kusaka (VF : Lionel Melet)                                                      | Ninjor             |                                                 |                                                                                 |                                        |                                                                                     |                                       |

### Amis

#### Centre de commande
- Zordon (David Fielding) (VF : Patrick Poivey) : Zordon est un sage avisé d'Eltar qui a été piégé dans une distorsion temporelle par Rita Repulsa lorsqu'il l'a emprisonnée, ainsi que ses associés, dans une poubelle spatiale. Il a besoin d'utiliser un tube à plasma situé dans le Centre de Commande pour communiquer depuis l'extérieur de la distorsion temporelle, et il recruterait cinq adolescents d'Angel Grove pour devenir les Power Rangers. Après la perte des pouvoirs du Ranger vert, Zordon développe secrètement de nouveaux pouvoirs pour Tommy Oliver avec l'aide d'Alpha 5, faisant de lui le Ranger blanc. Plus tard, il choisit trois étudiants en transfert de Stone Canyon pour remplacer Jason Lee Scott, Zack Taylor et Trini Kwan lorsqu'ils partent pour une conférence de paix en Suisse.
- Alpha 5 (Richard Steven Horvitz) : Alpha 5 est un assistant robotique créé par le Roi Lexian d'Édénoï pour aider Zordon au Centre de Commande. Alpha 5 s'intéresse à la culture moderne des humains, apprend le jargon, essaie de cuisiner des plats pour le Festival culinaire culturel et perturbe la soirée masquée qui se tient à la Maison des Jeunes d'Angel Grove. Lorsqu'Édénoï est attaqué par le comte Dregon, il demande aux Power Rangers de se rendre là-bas pour aider les rebelles à combattre l'armée du comte Dregon.
- Saba (Tony Oliver) : Saba est une épée tigre blanc consciente créée par Zordon et Alpha 5 pour aider Tommy Oliver après qu'il devient le Ranger blanc. Saba est sage et a souvent aidé Tommy Oliver au combat au sol et à piloter le TigreZord blanc. Saba a également la capacité de tirer de l'énergie depuis ses yeux. Saba est capturé par Rita Repulsa pendant un court moment et est utilisé pour contrôler le TigreZord blanc afin de combattre le Tonnerre Megazord. Après que le TigreZord blanc soit détruit et que Tommy Oliver obtienne de nouveaux pouvoirs, Saba reste principalement silencieux, ne faisant des commentaires que lorsque cela est nécessaire.

#### Temple du pouvoir
Le Temple du pouvoir est la demeure de Ninjor et la source de pouvoir des Médaillons Ninja.
- Ninjor (Kim Strauss) (VF : Lionel Melet) : Ninjor est le créateur des Médaillons originaux utilisés par les Power Rangers. Après avoir prouvé leur valeur, il leur lègue de nouveaux Médaillons et des NinjaZords. Peu de temps après avoir donné aux Power Rangers leurs nouveaux pouvoirs, Ninjor devient un allié dans leurs combats et a le pouvoir de grandir et de se transformer en un mode de type samouraï pour aider lors des batailles géantes. Ninjor est capturé par Rita et Zedd pendant un court laps de temps, et sa force vitale est utilisée pour alimenter les ShogunZords. Ninjor est finalement libéré de la possession de Rita et Zedd et se joint de nouveau aux Power Rangers jusqu'à ce que le Maître Vile inverse le temps. Après que le temps soit revenu à la normale, il est révélé que Ninjor est retourné au Temple du Pouvoir, où il est resté depuis ces événements.

#### Famille
- Sylvia (Alyssa Poblador) : Sylvia est la cousine plus jeune de Trini Kwan, la Ranger jaune, qui devient victime de Pineapple The Clown, qui la transforme temporairement en une découpe en carton. Elle participe plus tard à la Journée des Power Rangers au parc d'Angel Grove et dit à un groupe de garçons que la Ranger rose et la Ranger jaune étaient les meilleurs Power Rangers.
- Jérémy (Richard Lee Jackson) : Jérémy est le jeune cousin de Jason Lee Scott, le Ranger rouge, qui découvre le Miroir de la Destruction sur une plage et l'utilise accidentellement pour détruire le monstre Rockstar.
- Kelly (Brittany Scott) : Kelly est la jeune cousine de Kimberly Hart, la Ranger rose, qui tente de se présenter aux essais de l'équipe de pom-pom girls de l'école intermédiaire d'Angel Grove. Elle est kidnappée par Squatt et Baboo, mais réussit à s'échapper en les distrayant en leur apprenant des mouvements de pom-pom girls.
- Curtis (Joël Rogers) : Curtis est le cousin de Zack Taylor, le Ranger noir, qui vient de déménager récemment d'une ville appelée Saint-Louis pour s'installer à Angel Grove.
- Kathryn (Loretta Jean) : Kathryn est la grand-mère d'Aïsha Campbell, la Ranger jaune, qui réconforte sa petite-fille après qu'elle n'a pas été acceptée dans un club. Plus tard, elle offre à Aïsha un collier qui a été transmis de génération en génération dans leur famille et qui annule les effets du Hate Maître.

#### Angel Grove
- Farkus « Bulk » Bulkmeier et Eugène « Skull » Skullovitch (Paul Schrier et Jason Narvy (VF : Mark Lesser, 1ère voix ; Alexandre Gillet, 2ème voix) : Bulk et Skull sont deux voyous adolescents d'Angel Grove qui terrorisent les élèves du lycée d'Angel Grove et les clients de la Maison des Jeunes d'Angel Grove avec leurs pitreries, mais ils finissent souvent par s'embarrasser eux-mêmes dans le processus. Ils sont transformés en enfants après que le Maître Vile a utilisé le Cristal d'Armaguedon pour remonter le temps.
- la maire Carrington (Christina Miles) : La maire Carrington est la mairesse d'Angel Grove qui présente les Power Rangers avec une journée en leur honneur appelée "Journée des Power Rangers".
- Angéla (Renée Griggs) : Angéla est une élève inscrite au lycée d'Angel Grove et l'intérêt amoureux de Zack Taylor, le Ranger noir. Elle va à quelques rendez-vous avec Zack, la plupart étant gâchés par des forces extérieures. On la voit pour la dernière fois en train de dîner avec Zack dans un restaurant chic, où elle est transformée en pierre par des boucles d'oreilles magiques créées par Oysterizer.
- Marge (Alexandra Wilson) : Marge est une élève géniale inscrite au lycée d'Angel Grove. Billy Cranston, le Ranger bleu, l'invite à une danse organisée à la Maison des Jeunes d'Angel Grove. Plus tard, elle est confondue avec un Power Ranger par le monstre Madame Woe et est capturée par celle-ci, mais elle est secourue par le Ranger bleu.
- le lieutenant Jérôme Stone (Gregg Bullock) : Le lieutenant Stone est un officier de police du département de police d'Angel Grove chargé de confier des missions à Bulk et Skull après leur inscription à la patrouille de police junior d'Angel Grove.

#### Lycée d'Angel Grove
- Monsieur Caplan (Henry Cannon) (VF : Patrick Poivey (1ère voix), Bernard Soufflet (2ème voix) : Monsieur Caplan est le directeur du lycée d'Angel Grove et est responsable de superviser certains événements à l'école, tels que le Festival culinaire culturel, une représentation de Rumpelstiltskin, un spectacle de talents, les Jeux des Excentriques et l'annonce des membres de l'équipe de football du lycée d'Angel Grove. Il est également responsable de donner des retenues aux élèves, ce qui inclut souvent Bulk et Skull.
- Madame Appleby (Royce Herron) : Madame Appleby est une enseignante travaillant au lycée d'Angel Grove. Elle donne à ses élèves des devoirs tels que des présentations orales, la plantation d'arbres, l'organisation d'une capsule temporelle et leur demande de rédiger un rapport sur leurs plus grands défauts. Elle a également un iguane de compagnie, que le Seigneur Zedd a transformé en monstre nommé Saliguana. Elle est l'intérêt romantique du lieutenant Stone et de Monsieur Caplan lorsqu'ils sont sous l'emprise d'un sort d'amour jeté par le monstre, Miss Chief.
- Wilbur Wilton (Robert Zachar) : Wilbur Wilton est un professeur de sciences travaillant au lycée d'Angel Grove qui échange sa place avec Rocky DeSantos pour un projet spécial. Il est confondu avec Rocky par les Guerriers Tengus et est brièvement transformé en Marvo The Meanie.

#### Maison des jeunes
- Ernie (Richard Genelle) (VF : Bernard Soufflet) : Ernie est le propriétaire et le gérant de la Maison des Jeunes d'Angel Grove, qui est le lieu de nombreux événements à Angel Grove, notamment le Festival culinaire culturel, un tournoi d'arts martiaux et une soirée masquée. Il ouvre également un café en plein air situé à l'entrée arrière de la Maison des Jeunes.
- Richie (Maurice Mendoza) : Richie est un nouvel élève à Angel Grove qui a travaillé brièvement à la Maison des Jeunes d'Angel Grove et était un potentiel intérêt amoureux pour Trini Kwan, la Ranger jaune.

#### Aérodrome d'Angel Grove
- Steve Hart (Douglas Sloan) : Steve est l'oncle de Kimberly Hart, la Ranger rose, et est pilote à l'Aérodrome d'Angel Grove. Il s'évanouit pendant un vol avec Kimberly, Bulk et Skull car sa boisson a été sabotée par Squatt, ce qui oblige Kimberly Hart à atterrir l'avion.

#### Télévision
- Harvey Garvey (Kim Strauss) : Harvey Garvey est un animateur de talk-show qui a interviewé les Mighty Morphin Power Rangers dans son émission, The Harvey Garvey Show.

#### Stone Canyon
- Shawna Hilton (Alissa Ann Smego) : Hawna Hilton est une gymnaste de Stone Canyon qui se rend à Angel Grove pour une compétition. Elle retrouve également son meilleur ami, Aïsha Campbell, mais agit méchamment envers elle et Kimberly Hart après avoir vu que les deux sont devenues amies. Elle finit par se lier d'amitié avec Kimberly Hart après qu'elles ont toutes les deux été capturées par Goldar, révélant qu'elles ont toutes deux des parents divorcés.

#### Floride
- Gunthar Schmidt (Peter Thoemke) : Gunthar Schmidt est un entraîneur de gymnastique avec qui Kimberly Hart s'entraîne en Floride afin d'être prête à concourir aux Jeux Pan-Globaux.

#### Île des Illusions
- Casimir (Kévin Thompson) : Casimir (Quagmire en V.O.) est un être magique qui vivait sur l'Île des Illusions et qui aide les Power Rangers lorsqu'ils y sont envoyés par Rita Repulsa. Plus tard, il parvient à s'échapper de l'Île des Illusions et on le voit pour la dernière fois en tant que DJ lors d'une danse organisée à la Maison des Jeunes d'Angel Grove.

#### Bookala
- Bookala : Bookala est un alien de type kabuki de la planète qui porte son nom et entre en contact avec les Power Rangers après avoir été poursuivi par le Seigneur Zedd pour obtenir son Diamant Éclair afin de renforcer Serpentera. Il quitte plus tard la Terre pour retourner sur sa planète d'origine après avoir trompé le Seigneur Zedd avec un faux Diamant Éclair.

#### Édénoï
Édénoï est la planète d'origine d'Alpha 5, qui y a été créé par son souverain, le Roi Lexian. Elle est défendue par le Prince Dex, le Mutant Masqué, qui la protège de son oncle, le comte Dregon.
- Le roi Lexus (Ralph Votrian) : Lexus est le roi d'Édénoï qui confère les pouvoirs du Mutant Masqué à son petit-fils, le Prince Dex. Après que son fils, le comte Dregon, porte son attention sur la Terre, Lexux confie à Dex la mission de voyager sur Terre afin d'empêcher le comte Dregon de faire subir le même sort qu'à Édénoï. Le Roi Lexus est également le créateur d'Alpha 5, l'assistant robotique de Zordon et des Power Rangers.
- Le prince Dex - Mutant masqué  (TJ Roberts) : Dex est le prince d'Édénoï et le détenteur des pouvoirs du Mutant Masqué. Il est également le chef d'une rébellion combattant les forces du comte Dregon, qui ont presque conquis toute la planète. Il fait équipe avec les Power Rangers après leur arrivée sur Édénoï pour combattre la Patrouille de la Peste et Griffus. Lorsque le comte Dregon décide de suivre les Mighty Morphin' Power Rangers pour conquérir la Terre, son grand-père, le Roi Lexus, lui donne pour mission de s'y rendre afin d'empêcher le comte Dregon de faire subir le même sort qu'Édénoï.
- Les Rebelles d'Edénoï : Donaïs, Zarius et Ferrian sont des amis du Prince Dex, le Mutant Masqué, et sont des combattants dans la rébellion d'Édénoï.

#### Grognon le petit lutin
- Grognon (Robert Axelrod) : Grognon, l'elfe magique, est une créature du livre d'histoires intitulé Grognon le petit lutin. Il entre en contact avec Kimberly Hart, Rocky DeSantos et Tommy Oliver après qu'ils ont été transportés dans son livre par Rita Repulsa, et il aide le trio à atteindre la fin du livre afin qu'ils puissent s'échapper. Ces événements brisent également le sort de mauvaise humeur qui avait été jeté sur lui par Mondo le magicien.

#### Angel Grove - 1880

##### Les Rangers de l'Ouest
| Acteurs           | Rôles       | Rangers                 | Armes                                                |
| ----------------- | ----------- | ----------------------- | ---------------------------------------------------- |
| Steve Cardenas    | Rocko       | Ranger de l'Ouest rouge | Transmutateur, Médaillon Tyrannosaure, Pistolet-Épée |
| Johnny Yong Bosch | Abraham     | Ranger de l'Ouest noir  | Transmutateur, Médaillon Mastodonte, Pistolet-Epée   |
| David Yost        | William     | Ranger de l'Ouest bleu  | Transmutateur, Médaillon Tricératops, Pistolet-Epée  |
| Karan Ashley      | Miss Alicia | Ranger de l'Ouest jaune | Transmutateur, Médaillon Smilodon, Pistolet-Épée     |

- Rocko (Steve Cardneas) : Rocko est un ancêtre de Rocky DeSantos, vivant dans les années 1800, qui devient le Ranger de l'Ouest rouge lorsque Rita et Zedd envoient une armée envahir Angel Grove à cette époque.
- Abraham (Johnny Yong Bosch) : Abraham est un ancêtre d'Adam Park, vivant dans les années 1800, qui devient le Ranger de l'Ouest noir lorsque Rita et Zedd envoient une armée envahir Angel Grove à cette époque.
- William (David Yost) : William est un ancêtre de Billy Cranston, vivant dans les années 1800, qui devient le Ranger de l'Ouest bleu lorsque Rita et Zedd envoient une armée envahir Angel Grove à cette époque.
- Miss Alicia (Karan Ashley) : Miss Alicia est une ancêtre d'Aisha Campbell, vivant dans les années 1800, qui devient le Ranger de l'Ouest jaune lorsque Rita et Zedd envoient une armée envahir Angel Grove à cette époque.
- Étranger blanc (Jason David Frank) : L'Étranger blanc est un ancêtre de Tommy Oliver, vivant dans les années 1800, qui vient en aide aux Rangers de l'Ouest lorsque Rita et Zedd envoient une armée pour envahir Angel Grove à cette époque.

### Ennemis

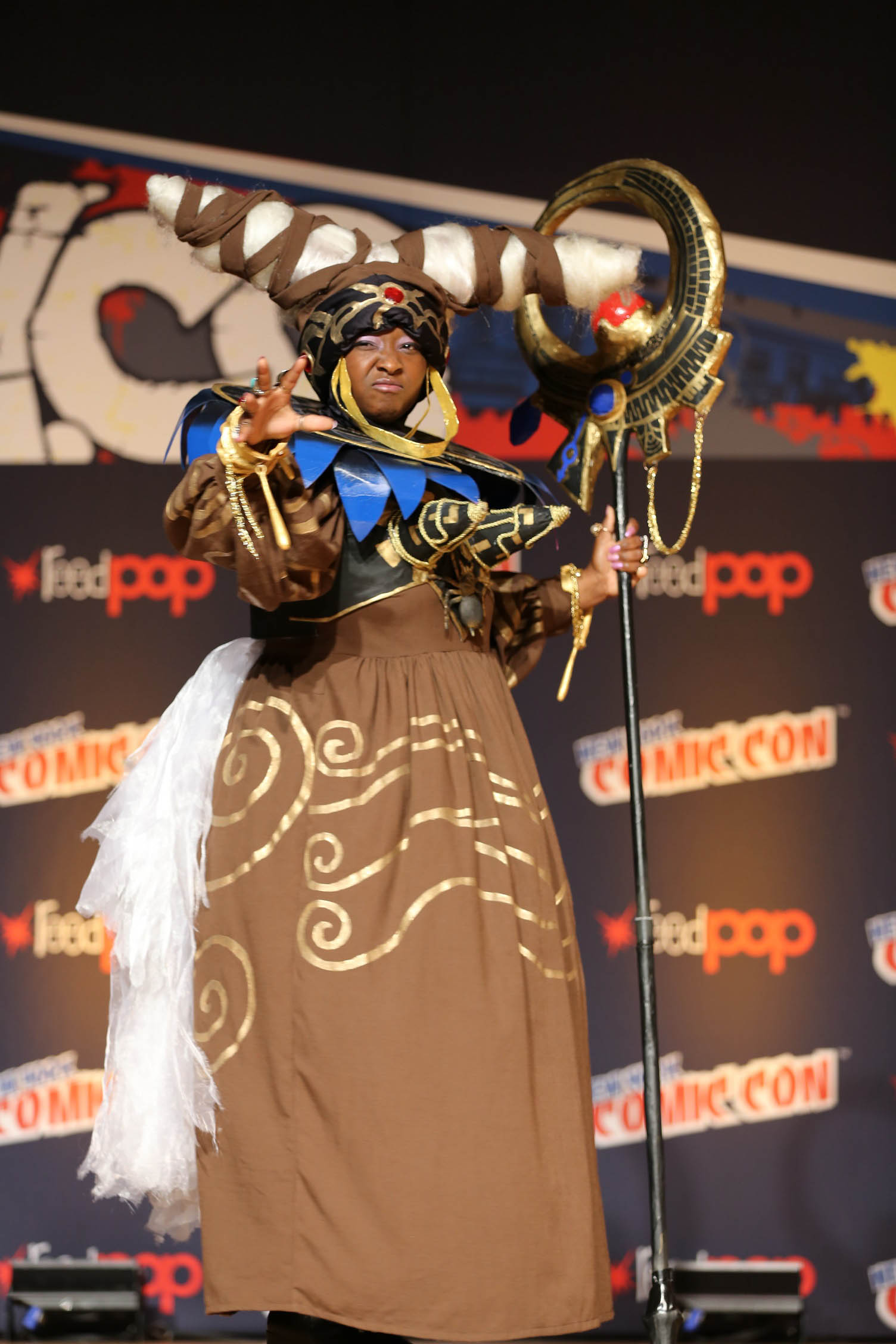
Cosplay de Rita Repulsa au New York Comic Con 2014.

#### Palais lunaire
- Rita Repulsa (Machiko Soga) : Rita Repulsa est une sorcière spatiale intergalactique qui a combattu une guerre intergalactique avec Zordon pendant des siècles jusqu'à ce que les deux parviennent à une impasse. Zordon la piège, ainsi que ses acolytes, dans une poubelle spatiale tandis qu'elle le piège dans une distorsion temporelle. Elle reste là pendant dix mille ans jusqu'à ce qu'elle soit finalement libérée lorsque deux astronautes ouvrent accidentellement la poubelle spatiale. Une fois libérée, Rita Repulsa jure de se venger de son ennemi juré, Zordon, et prévoit de conquérir la planète Terre en envoyant des monstres et son armée de Patrouilleurs pour mener à bien sa mission. Lorsque les monstres et les Patrouilleurs ne parviennent pas à détruire les Power Rangers, Rita Repulsa décide d'utiliser le Médaillon DragonZord qu'elle possède pour transformer Tommy Oliver en son Ranger vert Maléfique. Cependant, ce plan finit par se retourner contre elle lorsque Jason Lee Scott détruit l'Épée des Ténèbres et que Tommy Oliver fait défection de son côté. Elle tente ensuite de récupérer les pouvoirs du Ranger vert en utilisant la Chandelle verte, mais ce plan échoue finalement, et elle continue de chercher à conquérir la Terre. le Zedd bannit Rita Repulsa du Palais Lunaire en raison de ses échecs constants. Elle est réduite en taille, dépouillée de sa magie, et est placée dans une poubelle spatiale qui parcourt la galaxie jusqu'à ce qu'elle atterrisse sur Terre au moment même où Tommy Oliver devient le Ranger blanc. Elle est ensuite jetée dans l'espace, mais finit par retrouver son chemin jusqu'au Palais Lunaire. Elle reçoit l'aide de son fidèle disciple, Finster, pour donner une potion d'amour au Seigneur Zedd. Elle compte l'utiliser pour l'épouser et prendre finalement le contrôle de son empire pour régner elle-même. On lui donne également de la boue lunaire spéciale pour rajeunir et paraître plus belle. Cependant, Rita Repulsa finit par développer de véritables sentiments pour le Seigneur Zedd et abandonne peu à peu ces plans. Après l'arrivée de son frère, Rito Revolto, au Palais Lunaire pour leur offrir des œufs de Guerriers Tengus en cadeau de mariage, elle lui confie la tâche de diriger une armée de monstres géants pour détruire le TonnerreZords et les Médaillons. Finalement, elle hypnotise l'étudiante australienne en échange, Katherine Hillard, et l'utilise comme espionne, ce qui s'avère utile car elle parvient à voler brièvement le Médaillon Ninja Grue, le FauconZord et Ninjor. Son père, le Maître Vile, se rend plus tard au Palais Lunaire et tente de prendre le contrôle de la Terre et de vaincre les Power Rangers pendant un court laps de temps, ce qui la met en retrait pendant un certain temps.
- Seigneur Zedd (Robert Axelrod) : Seigneur Zedd est l'auto-proclamé Empereur du Mal qui se rend au Palais Lunaire pour bannir Rita Repulsa après son échec dans la conquête de la Terre, dans l'intention de la remplacer et de prendre le contrôle lui-même. Pour l'aider dans sa conquête, il amène avec lui les Patrouilleurs Z, des versions plus puissantes des Patrouilleurs, et a la capacité de créer ses propres monstres en les transformant à partir d'animaux ou d'objets du quotidien grâce à son Sceptre Z. L'une des premières victoires de Seigneur Zedd est de réussir à priver complètement Tommy Oliver de ces pouvoirs de Ranger vert. Seigneur Zedd construit également son propre Zord maléfique, Serpentera, qui se révèle être extrêmement puissant mais nécessite une quantité significative d'énergie pour fonctionner correctement. Lorsque Rita Repulsa revient au Palais Lunaire, il devient victime d'une potion d'amour, tombant amoureux d'elle et se mariant avec elle. Finalement, il parvient à obtenir un antidote pour le philtre d'amour qui lui avait été donné par Rita Repulsa, mais il est révélé que le Seigneur Zedd a réellement développé des sentiments pour Rita Repulsa. Il est mis de côté lorsque son beau-père, le Maître Vile, tente de vaincre les Power Rangers et de prendre le contrôle de la Terre.
- Maître Vile (Simon Prescott) : Le Maître Vile est un puissant sorcier sombre et le père de Rita Repulsa et de Rito Revolto. Il se rend au Palais de Lunaire pour obtenir le Zeo Cristal , caché sous le Palais Lunaire, et utilise Globbor bleu pour combattre les Power Rangers. Finalement, il parvient à obtenir le Zeo Cristal  et le cache à l'intérieur du Shogun Megazord capturé sur une planète de la Galaxie M-51. Ensuite, il organise une fête de la Fin du Monde à la Maison des Jeunes d'Angel Grove avant de faire exploser la Terre avec le Zeo Cristal , mais échoue lorsque les Power Rangers parviennent à le récupérer à nouveau et à rompre sa connexion avec le Zeo Cristal . Après avoir tenté de détruire les Power Rangers avec un autre monstre, Dischordia, Maître Vile utilise le Cristal d'Armaguedon pour remonter le temps et transforme les Power Rangers en enfants.
- Goldar (Kerrigan Mahan) (VF : Patrick Poivey) : Goldar est un alien doré ressemblant à un singe et le bras droit de Rita Repulsa, le plus puissant de ses subordonnés. Goldar accompagne également les monstres lors de la plupart des combats et peut devenir géant grâce à la magie de Rita Repulsa si nécessaire. Il fait souvent équipe avec Scorpina. Après l'arrivée du Seigneur Zedd au Palais Lunaire. Il récupère ses ailes après avoir prêté allégeance au Seigneur Zedd et accompagne souvent les Patrouilleurs Z lors des combats contre les Power Rangers. Lorsque Rita Repulsa revient au Palais Lunaire, Goldar remet en question légitimement ses intentions et se montre très prudent quant à suivre tout plan qu'on lui ordonne de suivre.
- Rito Revolto (Bob Papenbrook) : Rito Revolto est un extraterrestre semblable à un squelette et le maladroit frère de Rita Repulsa qui se rend au Palais Lune pour lui offrir un cadeau de mariage, comprenant des œufs de Guerriers Tengus et un œuf de Vampirus. Il est ensuite enrôlé pour diriger une armée de monstres afin de détruire les TonnerreZords et les Médaillons. Il tente ensuite de combattre à nouveau les Power Rangers après qu'ils ont obtenu de nouveaux pouvoirs, mais est vaincu par le Ninja Megazord. À partir de là, Rito reste au Palais Lunaire, au grand dam du Seigneur Zedd, et dirige souvent une armée de Guerriers Tengus pour combattre les Power Rangers ou accompagne Goldar lors des combats.
- Scorpina (Ami Kawai) : Scorpina est une guerrière féminine humanoïde-scorpion que Rita Repulsa invoque pour renforcer son armée peu de temps après que Tommy Oliver devient le Ranger vert Maléfique. Scorpina fait principalement équipe avec Goldar dans sa lutte contre les Power Rangers, mais elle les affronte également seule, comme lorsqu'elle utilise son ver de compagnie pour les piéger dans un cocon de soie. Lorsqu'elle est agrandie par la magie de Rita Repulsa, Scorpina prend une forme monstrueuse semblable à un scorpion. Disparue après le retour du Seigneur Zedd au Palais Lunaire, elle finit par réapparaître et se déguise en étudiante transférée nommée Sabrina pour attirer Adam Park et Aïsha Campbell dans un piège. Après une brève bataille avec le Ranger blanc, elle grandit aux côtés de Goldar mais se retire après avoir été frappée par le Tonnerre Ultrazord, et on ne la reverra jamais plus.
- Finster (Robert Axelrod) : Finster est un alien ressemblant à un terrier russell et un créateur de monstres talentueux chargé de fabriquer des monstres pour Rita Repulsa. Pour ce faire, Finster sculpte de petits monstres en argile et les cuit dans sa machine à monstres, le Monstromatic . Finster accomplit également une tâche similaire en créant des Patrouilleurs. Il devient obsolète lorsque le Seigneur Zedd commence à créer lui-même des monstres à l'aide de son Sceptre Z. Il se faufile principalement autour de son atelier jusqu'à ce que Rita Repulsa revienne au Palais Lunaire, où il l'aide à se venger du Seigneur Zedd en concoctant une potion d'amour pour qu'elle la donne au Seigneur Zedd afin qu'il tombe amoureux d'elle et qu'ils puissent se marier. Il lui donne également de la boue lunaire spéciale qui la rend plus jeune et belle.
- Baboo (Dave Mallow) : Baboo est un alien ressemblant à un singe/vampire et un acolyte maladroit dans l'armée de Rita Repulsa. Baboo est un alchimiste talentueux, capable de créer différentes potions que Rita Repulsa utilise contre les Power Rangers, comme une potion punk qui a transformé Billy Cranston et Kimberly Hart en punks.
- Squatt (Michael Sorich) : Squatt est un alien de peau bleue ressemblant à un lutin et un acolyte maladroit de l'armée de Rita Repulsa. Squatt se voit souvent confier des tâches pour faire avancer les plans de Rita Repulsa, comme perturber le câblage d'une des inventions de Billy Cranston, ce qui entraîne un échange de corps entre lui et Kimberly Hart, ou planter des graines maléfiques qui deviennent finalement l'Octoplant.
- Lokar (Masahiko Urano) : Lokar est une gigantesque tête démoniaque flottante originaire de la Dimension Talos, invoqué par Rita Repulsa pour l'aider à attirer les Power Rangers sur l'Île de l'Illusion. Il utilise son Souffle de la Mort pour renforcer Mutitus. Après l'échec de ce plan, il se retire pendant un certain temps, puis est de nouveau invoqué lors de la Journée des Power Rangers pour améliorer le War Zord de Goldar, Cyclopsis. Après l'échec de ce plan, il se retire à nouveau et on n'entend plus jamais parler de lui.
- Patrouilleurs de Rita Repulsa : Les Patrouilleurs sont des soldats au service de Rita Repulsa. Ils sont sculptés dans de l'argile par Finster, puis cuits dans le Monstromatic, une machine de cuisson spéciale.
- Patrouilleurs du Seigneur Zedd : Les Patrouilleurs Z sont des versions plus puissantes des Patrouilleurs normaux utilisées comme soldats personnels du Seigneur Zedd. Leur seule faiblesse est le gigantesque Z sur leur poitrine, qui se brise dès qu'il est frappé par un ennemi.
- Guerriers Tengus : Les Guerriers Tengus sont des créatures géantes semblables à des oiseaux qui sont offertes à Rita et Zedd sous forme d'œufs par Rito Revolto en cadeau de mariage. Une fois éclos, ils deviennent les soldats de base principaux de Rita et Zedd. Lorsque le Maître Vile arrive sur la Lune, il leur donne une nourriture spéciale qui renforce leur force.
- Serpentera : Serpentera est un puissant Zord de type dragon piloté par Goldar et le Seigneur Zedd chaque fois qu'ils souhaitent donner du fil à retordre aux Power Rangers. Serpentera dispose d'une réserve d'énergie limitée et ne peut fonctionner que pendant une courte période.

##### Les Rangers Maléfiques
- Thomas « Tommy » Oliver (Ranger vert maléfique) (Jason David Frank) : Tommy Oliver est un nouvel élève au lycée d'Angel Grove que Rita Repulsa recrute pour devenir son Ranger vert Maléfique après l'avoir vu se battre contre Jason Lee Scott lors d'un tournoi d'arts martiaux. Il parvient à surpasser les Power Rangers pendant un certain temps et se voit remettre l'Épée des Ténèbres pour le maintenir sous l'influence sombre de Rita Repulsa. Cependant, l'Épée des Ténèbres est détruite par le Ranger rouge, le libérant ainsi de son sort et le ralliant du côté du bien.
- Rangers noirs : Les Rangers noirs étaient un groupe de cinq adolescents et de nouveaux voyous qui semaient le trouble autour du lycée d'Angel Grove. Le Seigneur Zedd recrute ces cinq-là pour devenir ses Rangers noirs, des contreparties maléfiques des Power Rangers, alimentées par l'énergie restante du Médaillon DragonZord. Après que Tommy Oliver ait retrouvé ses pouvoirs, les Rangers noirs se libèrent de leur sortilège et prennent un nouveau départ.
  - Justin (Ranger noir rouge) (Patrick Wolff) : Justin était le Ranger noir rouge et le chef des Rangers noirs, également le pendant maléfique de Jason Lee Scott.
  - Zane (Ranger noir noir) (Ogie Banks) : Zane était le Ranger noir noir des Rangers noirs, également le pendant maléfique de Zack Taylor.
  - Bobby (Ranger noir bleu (Aaron Atinsky) : Bobby était le Ranger noir bleu des Rangers noirs, également le pendant maléfique de Billy Cranston.
  - Tina (Ranger noir jaune) (Jhoanna Trias) : Tina était la Ranger noir jaune des Rangers noirs, également le pendant maléfique de Trini Kwan.
  - Kristen (Ranger noir rose) (Gwen Sanford) : Kristen était la Ranger noir rose des Rangers noirs, également le pendant maléfique de Kimberly Ann Hart.
- Thomas "Tom" Oliver (Ranger vert II) (Jason David Frank) : Tom Oliver est un clone maléfique de Tommy Oliver créé par le Magicien de la Tromperie et auquel sont conférés les pouvoirs du Ranger vert. Il trompe les autres Power Rangers en les piégeant, où ils sont envoyés à l'époque coloniale par le Magicien de la Tromperie. Il se bat ensuite en duel contre le Ranger blanc et invoque le DragonZord pour affronter le TigreZord blanc. Finalement, Tommy Oliver parvient à le persuader de rejoindre le camp du bien et de retourner à l'époque coloniale pour aider le Ranger blanc à combattre les Monstres Rats. Alors que les Power Rangers s'apprêtent à retourner dans le présent, Tom Oliver décide de rester dans le passé car deux versions de Tommy Oliver ne peuvent pas coexister simultanément.
- Katherine Hillard (Méchante) (Catherine Sutherland) : Katherine Hillard est une étudiante en échange venant d'Australie qui est hypnotisée par Rita Repulsa pour devenir son espion, se liant d'amitié avec les Power Rangers en tant que nouvelle élève et devenant également le chat domestique de Kimberly Hart et Aïsha Campbell, nommé PC. Elle se bat également contre les Power Rangers en tant que monstre félin nommé Katastrophe. Pendant son temps en tant qu'agent du mal, Katherine parvient avec succès à voler le Médaillon Ninja Grue et le FauconZord pour Rita et Zedd. Elle parvient finalement à se libérer de l'influence maléfique de Rita, aidant les Power Rangers à récupérer le Médaillon Ninja Grue et devient la nouvelle Ranger rose après que Kimberly Hart parte en Floride pour s'entraîner pour les Jeux Pan Globaux.

## Armes
- Transmutateurs ◆◆◆◆◆◆◆ : Les Transmutateurs sont les outils nécessaires pour se transformer en Rangers (Mighty Morphin).
- Médaillons ◆◆◆◆◆◆◆ : Les Médaillons sont des pièces d'or surnaturelles forgées par le sage Ninjor, utilisées comme source de pouvoir des Rangers, des Ninja Rangers et des Alien Rangers.
  - Médaillons Dino ◆◆◆◆◆◆◆ : Les Médaillons Dino puisaient leur puissance des dinosaures et d'autres animaux préhistoriques. Chacune des pièces était gravée avec un animal : le Mastodonte noir, le Ptérodactyle rose, le Tricératops bleu, le Smilodon jaune et le Tyrannosaure rouge. La sixième pièce était basée sur un Dragon vert, mais elle arborait plutôt un symbole ressemblant à l'empreinte d'un dragon à trois doigts.
    - Médaillon Tyrannosaure : Le Médaillon Tyrannosaure est une pièce d'or en forme de tyrannosaure rex donné à Jason Lee Scott par Zordon pour lui donner la capacité de se métamorphoser en Ranger rouge. Jason transmettrait le Médaillon Tyrannosaure à Rocky DeSantos avant de partir pour la Conférence de Paix en Suisse.
    - Médaillon Mastodonte : Le Médaillon Mastodonte est une pièce d'or en forme de mastodonte donné à Zack Taylor par Zordon pour lui donner la capacité de se transformer en Ranger noir. Zack transmettrait le Médaillon Mastodonte à Adam Park avant de partir pour la Conférence de Paix en Suisse.
    - Médaillon Tricératops : Le Médaillon Tricératops est une pièce d'or en forme de tricératops donné à Billy Cranston par Zordon pour lui donner la capacité de se transformer en Ranger bleu.
    - Médaillon Smilodon : Le Médaillon Smilodon est une pièce d'or en forme de smilodon donné à Trini Kwan par Zordon pour lui donner la capacité de se transformer en Ranger jaune. Trini transmettrait le Médaillon Smilodon à Aisha Campbell avant de partir pour la Conférence de Paix en Suisse.
    - Médaillon Ptérodactyle : Le Médaillon Ptérodactyle est une pièce d'or en forme de ptérodactyle donné à Kimberly Hart par Zordon pour lui donner la capacité de se transformer en Ranger rose.
    - Médaillon DragonZord : Le Médaillon DragonZord est une pièce d'or en forme de dragon donné à Tommy Oliver par Rita Repulsa pour lui donner la capacité de se transformer en Ranger vert. Tommy transmet son Médaillon DragonZord à Jason Lee Scott après que Rita Repulsa a tenté de voler ses pouvoirs avec la Chandelle verte, mais il le récupère plus tard après que Zordon ait temporairement alimenté le Médaillon DragonZord avec l'énergie de la Grille de Transformation. Le Médaillon DragonZord est complètement épuisé après de nombreux essais infructueux de le vider par le Seigneur Zedd.
    - Médaillon TigreZord : Le Médaillon TigreZord est une pièce en or en forme de tigre blanc donné à Tommy Oliver par Zordon pour lui donner la capacité de se transformer en Ranger blanc.

  - Médaillons Ninja ◆◆◆◆◆◆ : Avec la perte de leurs pouvoirs, Zordon envoie les Rangers à la recherche du créateur des Médaillons, le mystérieux Ninjor. Après avoir prouvé leur valeur, Ninjor crée six nouveaux Médaillons qui puisent dans le pouvoir de six esprits animaux représentant chaque Ranger (le Singe rouge, la Grue rose, le Loup bleu, l'Ours jaune, la Grenouille noire et le Faucon blanc). Avec leurs nouveaux Médaillons et pouvoirs, les Rangers reçoivent le véritable pouvoir du Ninja ainsi que de nouveaux NinjaZords. Malgré ce changement complet de Médaillons, ils conservent leurs motifs de dinosaure et de tigre blanc sur leurs costumes, ce qui suggère que les nouveaux Médaillons Ninja restaurent simplement la connexion des Rangers avec la Grille de Transformation grâce à un nouveau lien et une activation "Appel", tout en les renforçant avec les pouvoirs du ninja.
    - Médaillon Ninja Faucon : Le Médaillon Ninja Faucon est une pièce d'or en forme de faucon créée par Ninjor et donné à Tommy Oliver pour remplacer son Médaillon TigreZord, lui donnant la capacité de se métamorphoser en Ranger blanc et Ninja Ranger blanc.
    - Médaillon Ninja Singe : Le Médaillon Ninja Singe est une pièce d'or en forme de singe créé par Ninjor et donné à Rocky DeSantos pour remplacer son Médaillon Tyrannosaure, lui donnant la capacité de se métamorphoser en Ranger rouge et en Ninja Ranger rouge.
    - Médaillon Ninja Grenouille : Le Médaillon Ninja Grenouille est une pièce d'or en forme de grenouille créé par Ninjor et donné à Adam Park pour remplacer son Médaillon Mastodonte, lui donnant la capacité de se métamorphoser en Ranger noir et Ninja Ranger noir.
    - Médaillon Ninja Loup : Le Médaillon Ninja Loup est une pièce d'or en forme de loup créé par Ninjor et donné à Billy Cranston pour remplacer son Médaillon Tricératops, lui donnant la capacité de se métamorphoser en Ranger bleu et en Ninja Ranger bleu.
    - Médaillon Smilodon : Le Médaillon Ninja Ours est une pièce d'or en forme d'ours créé par Ninjor et donné à Aîsha Campbell pour remplacer son Médaillon Smilodon, lui donnant la capacité de se métamorphoser en Ranger jaune et Ninja Ranger jaune.
    - Médaillon Ninja Grue : Le Médaillon Ninja Grue est une pièce d'or en forme de grue créé par Ninjor et donné à Kimberly Hart pour remplacer son Médaillon Ptérodactyle, lui donnant la capacité de se métamorphoser en Ranger rose et en Ninja Ranger rose. Elle transmettra plus tard son Médaillon Ninja Grue à Katherine Hillard après avoir quitté les Rangers pour s'entraîner aux Jeux Pan-Globaux en Floride.

- Communicateurs ◆◆◆◆◆◆◆ : Les Communicateurs sont des dispositifs semblables à des montres créés par Billy Cranston et portés par les Rangers en tant que dispositifs de communication et de téléportation.
- Pistolets-Épées ◆◆◆◆◆ : Les Pistolets-Épées sont des armes hybrides à la fois épées et blasters utilisées par les Rangers (Mighty Morphin).
- Super Pistolets ◆◆◆◆◆ : Les Super Pistolets sont des armes hybrides à la fois lance-pierres et blasters utilisées par les Rangers (Mighty Morphin) pour détruire les Super Patrouilleurs.
- Mega Laser ◆◆◆◆◆ : Le Mega Laser est une arme de type blaster formée lorsque les Rangers (Mighty Morphin) combinent leurs Armes Lasers.
  - Épée laser : L'Épée Laser est l'arme personnelle en forme d'épée du Ranger rouge.
  - Hache laser : La Hache Laser est l'arme personnelle en forme de hache du Ranger noir. La Hache Laser a la capacité de se transformer en une arme de type canon.
  - Lance laser : La Lance Laser est l'arme personnelle en forme de lance du Ranger bleu.
  - Dagues laser : Les Dagues Laser sont les armes personnelles en forme de poignards de la Ranger jaune.
  - Arc laser : L'Arc Laser est l'arme personnelle en forme d'arc de la Ranger rose.

- Dague du Dragon : La Dague du Dragon est l'arme personnelle en forme de poignard du Ranger rouge et utilisée plus tard par le Ranger rouge. La Dague du Dragon a la capacité de convoquer le DragonZord depuis son lieu de cachette.
- Saba : Saba est l'épée personnelle et consciente en forme de tigre blanc du Ranger blanc.
- Canon Laser ◆◆◆◆◆◆ : Le Canon Laser est une puissante arme de type canon utilisée pour éliminer les monstres en les bombardant d'une décharge d'énergie intense alimentée par six charges.
- Puissance DragonZord ◆◆ : Jason Lee Scott peut utiliser la Puissance DragonZord après avoir obtenu le Médaillon DragonZord de Tommy Oliver. Zack Taylor se voit temporairement confier la Puissance DragonZord par Tommy Oliver afin de combattre Oysterizer.
- Ninja Rangers ◆◆◆◆◆◆ : Grâce à Ninjor, les Rangers possèdent les Pouvoirs Ninjas. Ils peuvent ainsi se transformer en Ninjas et maîtriser toute une palette d'astuces et de pouvoirs spéciaux contre les puissants Guerriers Tengas.
- Armure métallique ◆◆◆◆◆◆ : L'Armure Métallique est une forme surpuissante pailletée donnée aux Rangers (Mighty Morphin) pour renforcer leur force afin de combattre des monstres puissants et des Guerriers Tengus surpuissants.
- Laser à particules : Le Laser à Particules est une arme similaire à un pistolet à mousse utilisée par le Ranger bleu pour bloquer les attaques soniques de Grumble Bee.
- Gaz de glace : Le Gaz de Glace est un extincteur créé par Billy Cranston et utilisé par le Ranger noir pour affaiblir le souffle de feu de Saliguana.
- Ruban magique : Le Ruban Magique est une longue arme en forme de ruban que la Ranger rose utilisait pour combattre la Floraison du Mal. Le Ruban Magique avait également la capacité d'électrocuter tout ce qu'il enveloppait.
- Bouclier réfléchissant : Le Bouclier Réfléchissant est une arme en forme de bouclier qui contient un miroir à l'intérieur pour distraire le monstre narcissique, Octophantom.
- Épée de justice : L'Épée de Justice est une puissante épée d'origine inconnue qui est étrangement entrée en possession des Rangers (Mighty Morphin). Elle est volée par Tommy Oliver, sous contrôle mental, et donnée au monstre Robogoat, jusqu'à ce que Zordon la reprenne en la téléportant hors de ses mains lors d'un combat avec le Ranger rouge.
- Fusil à chaleur : Le usil à Chaleur est une arme semblable à un blaster thermique utilisée par le Ranger vert pour affaiblir le monstre, Turbanshell.
- Épée de lumière ◆◆◆◆◆◆ : L'Épée de lumière est une arme ancienne semblable à une épée qui a été utilisée pour transférer les pouvoirs du Ranger rouge, du Ranger noir et du Ranger jaune de Jason Lee Scott, Zack Taylor et Trini Kwan à Rocky DeSantos, Adam Park et Aisha Campbell.
- Coccoptère : La Coccoptère est une voiture volante utilisée par les Rangers (Mighty Morphin) pour se rendre au Centre de Commande lorsque le système de téléportation est hors service.
- Motos de Combat ◆◆◆ : Bien qu'ils ne les utilisent jamais, les Rangers possèdent trois Motos. Jason a la Moto Tyrannosaure, Zack et Trini partagent le Side-Car Mastodonte et Kim et Billy le Side-Car Tricératops.
- Motos Squales ◆◆◆◆◆◆ : Les Motos Squales sont des motos ressemblant à des requins conduites par les Rangers (Mighty Morphin).
  - Moto Squale blanche : La Moto Squale blanche est une moto blanche en forme de requin pilotée par le Ranger blanc.
  - Moto Squale rouge : La Moto Squale rouge est une moto rouge en forme de requin pilotée par le Ranger rouge.
  - Moto Squale noire : La Moto Squale noire est une moto noire en forme de requin-marteau pilotée par le Ranger noir.
  - Moto Squale bleue : La Moto Squale bleue est une moto bleue en forme de requin-marteau pilotée par le Ranger bleu.
  - Moto Squale jaune : La Moto Squale jaune est une moto jaune en forme de requin-scie pilotée par la Ranger jaune.
  - Moto Squale rose : Le Moto Squale rose est une moto rose en forme de requin-scie pilotée par la Ranger rose.

## Zords

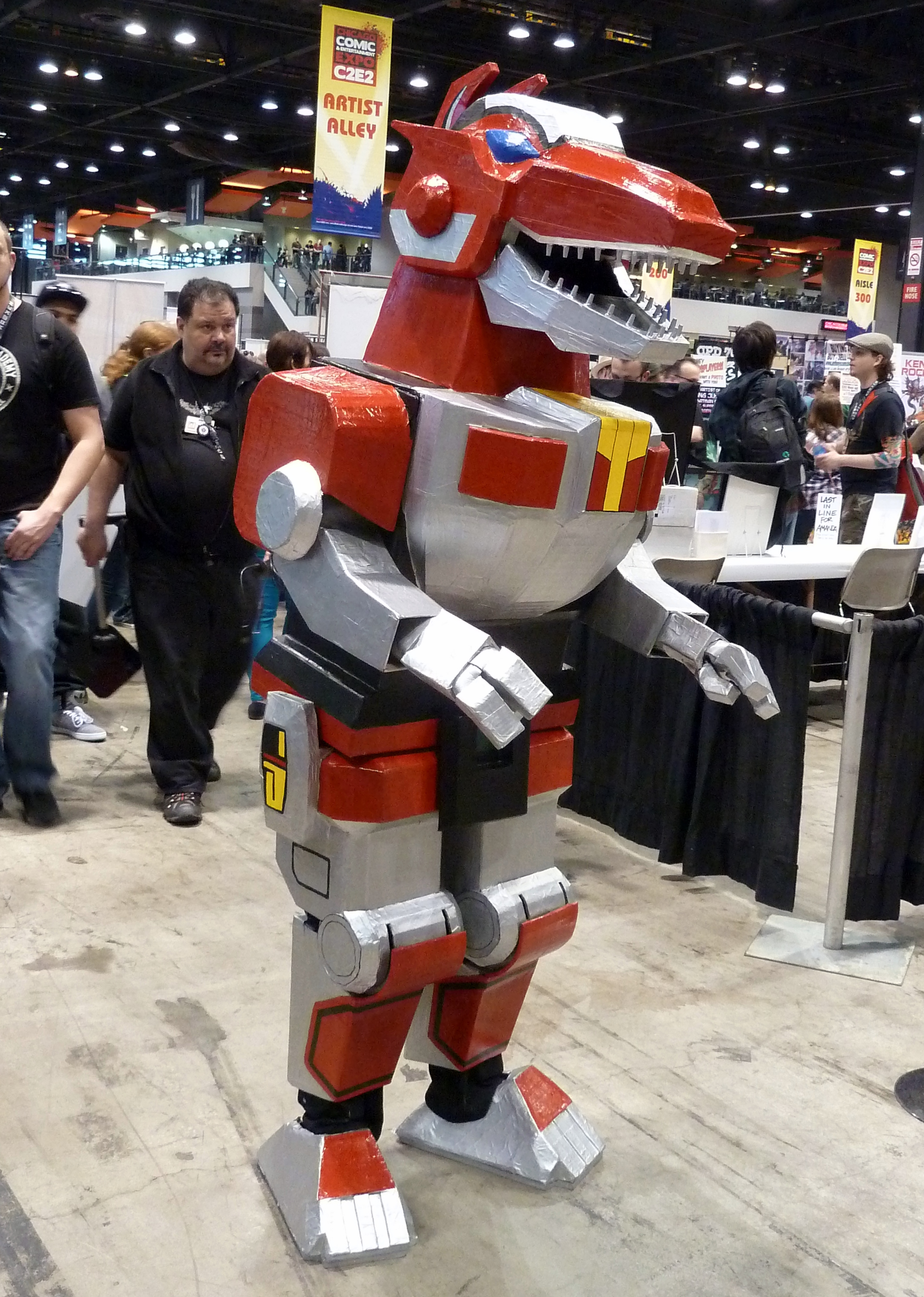
Cosplay du Dinozord Tyrannosaure au Chicago Comic et Entertainment Expo 2013.

### DinoZords
Les Zords originaux des Rangers étaient les DinoZords, qui comprenaient le Tyrannosaure, le Mastodonte, le Tricératops, le Smilodon et le Ptérodactyle, tous cachés dans divers endroits. Les cinq Dinozords pouvaient se combiner pour former soit un tank avec de puissants blasters, soit le Megazord. Le Tyrannosaure a été pris par Pirantishead, et les quatre autres Dinozords ont été gelés par lui. Pour le vaincre, les DinoZords ont été transformés en TonnerreZords, qui ont plus tard été détruits par Rito Revolto.
- DinoZord Tyrannosaure : Le DinoZord Tyrannosaure est un Zord similaire à un tyrannosaure rex qui est piloté par le Ranger rouge.
- DinoZord Mastodonte : Le DinoZord Mastodonte est un Zord similaire à un mastodonte qui est piloté par le Ranger noir.
- DinoZord Tricératops : Le DinoZord Tricératops est un Zord similaire à un tricératops qui est piloté par le Ranger bleu.
- DinoZord Smilodon : Le DinoZord Smilodon est un Zord similaire à un tigre à dents de sabre qui est piloté par la Ranger jaune.
- DinoZord Ptérodactyle : Le DinoZord Ptérodactyle est un Zord semblable à un ptérodactyle qui est piloté par la Ranger rose.

### DragonZord
- DragonZord : Le DragonZord est un Zord de type dragon que le Ranger vert contrôle à l'aide de la Dague du Dragon.

### Titanus
- Titanus : Titanus est un Zord de type brachiosaure utilisé par les Rangers comme composant de l'Ultrazord. Il est aussi utilisé pour former le Ninja Ultrazord et le Shogun Ultrazord.

### TonnerreZords
Quand le Seigneur Zedd est arrivé sur la Lune, dans le but de détruire les Rangers et de prendre le contrôle de la Terre lui-même. Il a envoyé Pirantishead, qui a réussi à geler quatre DinoZords et à prendre le contrôle du cinquième. Grâce à une simple réfraction des ondes par Alpha 5, les DinoZords sont devenus des TonnerreZords, bien plus puissants que leurs prédécesseurs. Les TonnerreZords ont été détruits par Rito Revolto lorsqu'il est venu sur Terre pour rejoindre la croisade de Rita.
- Dragon rouge TonnerreZord : Le Dragon rouge TonnerreZord est un Zord semblable à un dragon qui est créé à partir du DinoZord Tyrannosaure après avoir été imprégné du pouvoir du tonnerre et est piloté par le Ranger rouge. Le Dragon rouge TonnerreZord peut se transformer en une forme humanoïde connue sous le nom de Dragon rouge TonnerreZord mode Guerrier.
- Lion TonnerreZord : Le Lion TonnerreZord est un Zord semblable à un lion qui est créé à partir du DinoZord Mastodonte après avoir été imprégné du pouvoir du tonnerre et est piloté par le Ranger noir.
- Licorne TonnerreZord : La Licorne TonnerreZord est un Zord semblable à une licorne qui est créé à partir du DinoZord Tricératops après avoir été imprégné du pouvoir du tonnerre et est pilotée par le Ranger bleu.
- Griffon TonnerreZord : Le Griffon TonnerreZord est un Zord semblable à un griffon qui est créé à partir du DinoZord Smilodon après avoir été imprégné du pouvoir du tonnerre et est piloté par la Ranger jaune.
- Oiseau de Feu TonnerreZord : L'Oiseau de Feu TonnerreZord est un Zord semblable à un phénix qui est créé à partir du DinoZord Ptérodactyle après avoir été imprégné du pouvoir du tonnerre et est piloté par la Ranger rose.

### TigreZord blanc
- TigreZord blanc : Le TigreZord blanc est un Zord semblable à un tigre blanc qui est piloté par le Ranger blanc. Le TigreZord blanc a la capacité de se transformer en une forme humanoïde appelée TigreZord blanc mode Guerrier.

### Tor le Zord Transporteur
- Tor le Zord Transporteur : Tor est un Zord semblable à une tortue créé lorsque Zordon fusionne un cristal vert avec une tortue ordinaire. Au combat, Tor peut utiliser sa carapace solide pour bloquer les attaques imminentes de ses adversaires.

### NinjaZords
Après la destruction des TonnerreZords par Rito Revolto, les Rangers se sont rendus au Temple du Pouvoir, où un être légendaire nommé Ninjor leur a donné de nouveaux pouvoirs et de nouveaux NinjaZords. Les NinjaZords étaient le Faucon, le Singe, la Grenouille, le Loup, l'Ours et la Grue. Ces Zords utilisaient la ruse et la discrétion des ninjas plutôt que la force brute. Cinq d'entre eux se combinaient pour former le Ninja Megazord. Le Faucon s'attachait à son dos comme des ailes pour former le Ninja MegaFauconzord. Lorsque le FauconZord a été capturé par Kat et donné à Zedd, cela a rendu les autres NinjaZords inopérants. Une fois le Faucon récupéré, les NinjaZords étaient de nouveau opérationnels, mais ont été perdus à nouveau lorsque le temps sur Terre a été inversé et que les pouvoirs des Rangers ont été perdus.
- Singe NinjaZord : Le Singe NinjaZord est un Zord semblable à un singe qui est donné au Ranger rouge par Ninjor pour être utilisé lors des combats, après avoir reçu le Médaillon Ninja Singe.
- Grenouille NinjaZord : La Grenouille NinjaZord est un Zord semblable à une grenouille qui est donnée au Ranger noir par Ninjor pour être utilisée lors des combats, après avoir reçu le Médaillon Ninja Grenouille.
- Loup NinjaZord : Le Loup NinjaZord est un Zord semblable à un loup qui est donné au Ranger bleu par Ninjor pour être utilisé lors des combats, après avoir reçu le Médaillon Ninja Loup.
- Ours NinjaZord : L'Ours NinjaZord est un zord semblable à un ours qui est donné à la Ranger jaune par Ninjor pour être utilisé lors des combats, après avoir reçu le Médaillon Ninja Ours.
- Grue NinjaZord : La Grue NinjaZord est un Zord semblable à une grue qui est donnée à la Ranger rose par Ninjor pour être utilisée lors des combats, après avoir reçu le Médaillon Ninja Grue.

### FauconZord
- FauconZord : Le FauconZord est un Zord semblable à un faucon qui est donné au Ranger blanc par Ninjor pour être utilisé lors des combats, après avoir reçu le Médaillon Ninja Faucon.

### ShogunZords
Les ShogunZords étaient des Zords légendaires perdus, découverts par Baboo, Squatt et Finster afin que le Seigneur Zedd puisse les utiliser pour conquérir la Terre. Il les a activés et a forcé les Rangers à les piloter et à détruire la Terre avec eux, en échange de la sécurité de Kimberly, qui avait été kidnappée. Tommy a récupéré Kimberly, et Billy a pris le contrôle des ShogunZords, faisant ainsi perdre à Zedd l'avantage ainsi que les ShogunZords. Les ShogunZords pouvaient se combiner pour former le Shogun Megazord, et ils pouvaient former une pyramide qui détruisait les monstres dans un tourbillon. Les ShogunZords ont été perdus lorsque le temps sur Terre a été inversé et est revenu à la normale.
- ShogunZord blanc : Le ShogunZord blanc est un Zord blanc semblable à un humanoïde que Finster a trouvé après avoir déchiffré une carte de Zordnia. Rita et Zedd ont alors prévu d'utiliser le ShogunZord blanc pour détruire Angel Grove. Cependant, le ShogunZord blanc parvient à se libérer de son contrôle maléfique et est ensuite piloté par le Ranger blanc et la Ranger rose à la place de leurs NinjaZords respectifs.
- ShogunZord rouge : Le ShogunZord rouge est un Zord rouge semblable à un humanoïde que Finster a trouvé après avoir déchiffré une carte de Zordnia. Rita et Zedd ont alors prévu d'utiliser le ShogunZord rouge pour détruire Angel Grove. Cependant, le ShogunZord rouge parvient à se libérer de son contrôle maléfique et est ensuite piloté par le Ranger rouge à la place de son Singe NinjaZord.
- ShogunZord noir : Le ShogunZord noir est un Zord noir semblable à un humanoïde que Finster a trouvé après avoir déchiffré une carte de Zordnia. Rita et Zedd ont alors prévu d'utiliser le ShogunZord noir pour détruire Angel Grove. Cependant, le ShogunZord noir parvient à se libérer de son contrôle maléfique et est ensuite piloté par le Ranger noir à la place de sa Grenouille NinjaZord.
- ShogunZord bleu : Le ShogunZord bleu est un Zord bleu semblable à un humanoïde que Finster a trouvé après avoir déchiffré une carte de Zordnia. Rita et Zedd ont alors prévu d'utiliser le ShogunZord bleu pour détruire Angel Grove. Cependant, le ShogunZord bleu parvient à se libérer de son contrôle maléfique et est ensuite piloté par le Ranger bleu à la place de son Loup NinjaZor
- ShogunZord jaune : Le ShogunZord jaune est un Zord jaune semblable à un humanoïde que Finster a trouvé après avoir déchiffré une carte de Zordnia. Rita et Zedd ont alors prévu d'utiliser le ShogunZord jaune pour détruire Angel Grove. Cependant, le ShogunZord jaune parvient à se libérer de son contrôle maléfique et est ensuite piloté par la Ranger jaune à la place de son Ours NinjaZord.

## Megazords
- Megazord ◆◆◆◆◆ : Les DinoZords peuvent se combiner les uns avec les autres pour former le Megazord.
  - Megazord mode Char ◆◆◆◆◆ : Les DinoZords peuvent se combiner pour former le Megazord mode Char. Le Megazord mode Char est capable de tirer de puissantes décharges d'énergie pour détruire des monstres surpuissants.

- Dragonzord mode de Combat ◆◆◆◆ : Le DragonZord peut se combiner avec les DinoZords pour former le Dragonzord mode de Combat.
- Mega Dragonzord ◆◆◆◆◆◆ : Le DragonZord peut se combiner avec le Megazord pour former le Mega Dragonzord.
- Tonnerre Megazord ◆◆◆◆◆ : Les TonnerreZords peuvent se combiner les uns avec les autres pour former le Tonnerre Megazord.
  - Équipe d'Assaut TonnerreZords ◆◆◆◆ : L'Équipe d'Assaut TonnerreZords est une formation semblable à un chariot flottant formée à partir de tous les TonnerreZords.

- Mega Tigrezord ◆◆◆◆◆ : Le TigreZord blanc peut se combiner avec les TonnerreZords pour former le Mega Tigrezord.
- Ninja Megazord ◆◆◆◆◆ : Les NinjaZords peuvent se combiner les uns avec les autres pour former le Ninja Megazord.
- Ninja MegaFauconzord ◆◆◆◆◆◆ : Le Ninja Megazord peut se combiner avec le FauconZord pour former le Ninja MegaFauconzord.
- Shogun Megazord ◆◆◆◆◆◆ : Les ShogunZords peuvent se combiner les uns avec les autres pour former le Shogun Megazord.
- Shogun MegaFauconzord ◆◆◆◆◀▶ : Le Shogun Megazord peut se combiner avec le FauconZord pour former le Shogun MegaFauconzord.

## Ultrazords
- Ultrazord ◆◆◆◆◆◆➲ : Le Mega Dragonzord peut se combiner avec Titanus pour former l'Ultrazord.
- Tonnerre Ultrazord ◆◆◆◆◆◆➲ : Les TonnerreZords et Tor peuvent se combiner les uns avec les autres pour former le Tonnerre Ultrazord.
- Ninja Ultrazord ◆◆◆◆◆➲ : Le Ninja MegaFauconzord peut se combiner avec Titanus pour former le Ninja Ultrazord.
- Shogun Ultrazord ◆◆◆◆◆◆➲ : Le Shogun MegaFauconzord peut se combiner avec Titanus pour former le Shogun Ultrazord.

## Épisodes
| Saison | Saison | Épisodes | États-Unis                   | États-Unis       | France                | France          |
| Saison | Saison | Épisodes | Début de saison              | Fin de saison    | Début de saison       | Fin de saison   |
| ------ | ------ | -------- | ---------------------------- | ---------------- | --------------------- | --------------- |
|        | 1-3    | 145      | 28 août 1993 sur Nickelodeon | 27 novembre 1995 | 13 avril 1994 sur TF1 | 27 juillet 1996 |

| Saison 1 (1993–1994) | Saison 1 (1993–1994) | Saison 1 (1993–1994)                         | Saison 1 (1993–1994)                         | Saison 1 (1993–1994)                                              |
| No de production     | No d'épisode         | Titre français                               | Titre original                               | Première diffusion ( États-Unis)                                  |
| -------------------- | -------------------- | -------------------------------------------- | -------------------------------------------- | ----------------------------------------------------------------- |
| 01                   | 01                   | La Libération de Rita                        | Day of the Dumpster                          | 28 août 1993 (aperçu) 6 septembre 1993 (première de la série)     |
| 02                   | 02                   | Menace sur le parc d'attraction              | High Five                                    | 7 septembre 1993                                                  |
| 03                   | 03                   | Travail d’équipe                             | Teamwork                                     | 8 septembre 1993                                                  |
| 04                   | 04                   | Record battu                                 | A Pressing Engagement                        | 9 septembre 1993                                                  |
| 05                   | 05                   | En avant la musique                          | Different Drum                               | 10 septembre 1993                                                 |
| 06                   | 06                   | Un peu trop épicé                            | Food Fight                                   | 4 septembre 1993 (aperçu) 13 septembre 1993 (première en semaine) |
| 07                   | 07                   | Un pique-nique mouvementé                    | Big Sisters                                  | 30 septembre 1993                                                 |
| 08                   | 08                   | Échange de bons procédés                     | Switching Places                             | 4 octobre 1993                                                    |
| 09                   | 09                   | Œil-de-Lynx                                  | I, Eye Guy                                   | 14 septembre 1993                                                 |
| 10                   | 10                   | Et si on volait ?                            | Foul Play in the Sky                         | 22 septembre 1993                                                 |
| 11                   | 11                   | La Bouteille magique                         | For Whom the Bell Trolls                     | 15 septembre 1993                                                 |
| 12                   | 12                   | Joyeux anniversaire, Zack                    | Happy Birthday, Zack                         | 16 septembre 1993                                                 |
| 13                   | 13                   | La Fête foraine                              | No Clowning Around                           | 17 septembre 1993                                                 |
| 14                   | 14                   | Rocker Rangers                               | Power Ranger Punks                           | 20 septembre 1993                                                 |
| 15                   | 15                   | Madame Woe                                   | Peace, Love and Woe                          | 21 septembre 1993                                                 |
| 16                   | 16                   | La Formule de l'homme invisible              | Dark Warrior                                 | 22 septembre 1993                                                 |
| 17                   | 17                   | Rencontre avec le Ranger vert, 1re partie    | Green with Evil, Part 1 : Out of Control     | 5 octobre 1993                                                    |
| 18                   | 18                   | Rencontre avec le Ranger vert, 2e partie     | Green with Evil, Part 2 : Jason's Battle     | 6 octobre 1993                                                    |
| 19                   | 19                   | Rencontre avec le Ranger vert, 3e partie     | Green with Evil, Part 3 : The Rescue         | 7 octobre 1993                                                    |
| 20                   | 20                   | Rencontre avec le Ranger vert, 4e partie     | Green with Evil, Part 4 : Eclipsing Megazord | 8 octobre 1993                                                    |
| 21                   | 21                   | Rencontre avec le Ranger vert, 5e partie     | Green with Evil, Part 5 : Breaking the Spell | 9 octobre 1993                                                    |
| 22                   | 22                   | Le tort tue                                  | The Trouble with Shellshock                  | 11 octobre 1993                                                   |
| 23                   | 23                   | L'Araignée du matin                          | Itsy Bitsy Spider                            | 19 octobre 1993                                                   |
| 24                   | 24                   | Le Monstre crache-fleur                      | The Spit Flower                              | 13 octobre 1993                                                   |
| 25                   | 25                   | Bas les masques                              | Life's a Masquerade                          | 30 octobre 1993                                                   |
| 26                   | 26                   | L'Esprit d'équipe                            | Gung Ho !                                    | 4 novembre 1993                                                   |
| 27                   | 27                   | L'Île des illusions, 1re partie              | Island of Illusions, Part 1                  | 8 novembre 1993                                                   |
| 28                   | 28                   | L'Île des illusions, 2e partie               | Island of Illusions, Part 2                  | 9 novembre 1993                                                   |
| 29                   | 29                   | La Roue du malheur                           | Wheel of Misfortune                          | 5 novembre 1993                                                   |
| 30                   | 30                   | Le Miroir de la destruction                  | The Rockstar                                 | 10 novembre 1993                                                  |
| 31                   | 31                   | Catastrophes en chaîne                       | Calamity Kimberly                            | 11 novembre 1993                                                  |
| 32                   | 32                   | Une étoile est née                           | A Star Is Born                               | 15 novembre 1993                                                  |
| 33                   | 33                   | On ne fait pas d'omelette sans casser d'œufs | The Yolk's on You!                           | 16 novembre 1993                                                  |
| 34                   | 34                   | La Chandelle verte, 1re partie               | The Green Candle, Part 1                     | 17 novembre 1993                                                  |
| 35                   | 35                   | La Chandelle verte, 2e partie                | The Green Candle, Part 2                     | 18 novembre 1993                                                  |
| 36                   | 36                   | Le Régénérateur                              | Bird of Feather                              | 22 novembre 1993                                                  |
| 37                   | 37                   | Le Club Environnement                        | Clean-Up Club                                | 23 novembre 1993                                                  |
| 38                   | 38                   | Méfiez-vous des imitations                   | A Bad Reflection on You                      | 27 novembre 1993                                                  |
| 39                   | 39                   | Panique à Angel Grove, 1re partie            | Doomsday, Part 1                             | 29 novembre 1993                                                  |
| 40                   | 40                   | Panique à Angel Grove, 2e partie             | Doomsday, Part 2                             | 30 novembre 1993                                                  |
| 41                   | 41                   | Norman                                       | A Pig Surprise                               | 8 février 1994                                                    |
| 42                   | 42                   | Le Trophée du lion                           | Lions and Blizzards                          | 10 février 1994                                                   |
| 43                   | 43                   | La Fleur du mal                              | Rita's Seed of Evil                          | 7 février 1994                                                    |
| 44                   | 44                   | Le Cristal du cauchemar                      | Crystal of Nightmares                        | 14 février 1994                                                   |
| 45                   | 45                   | Le Monstre des profondeurs                   | Something Fishy                              | 9 février 1994                                                    |
| 46                   | 46                   | La Puce maléfique                            | To Flea or Not to Flee                       | 15 février 1994                                                   |
| 47                   | 47                   | La Capsule temporelle                        | Reign of the Jellyfish                       | 16 février 1994                                                   |
| 48                   | 48                   | Question d'honneur                           | Plague of the Mantis                         | 17 février 1994                                                   |
| 49                   | 49                   | Un vieil ami, 1re partie                     | Return of an Old Friend, Part 1              | 28 février 1994                                                   |
| 50                   | 50                   | Un vieil ami, 2e partie                      | Return of an Old Friend, Part 2              | 1er mars 1994                                                     |
| 51                   | 51                   | Insecte acide                                | Grumble Bee                                  | 28 avril 1994                                                     |
| 52                   | 52                   | Deux têtes valent mieux qu'une               | Two Heads Are Better than One                | 29 avril 1994                                                     |
| 53                   | 53                   | Coup de bec                                  | Fowl Play                                    | 2 mai 1994                                                        |
| 54                   | 54                   | L’Enlèvement de Kelly                        | Enter... The Lizzinator                      | 6 mai 1994                                                        |
| 55                   | 55                   | La Citrouille infernale                      | Trick or Treat                               | 3 mai 1994                                                        |
| 56                   | 56                   | La Malédiction du requin                     | On Fins and Needles                          | 5 mai 1994                                                        |
| 57                   | 57                   | Méfiez-vous du ballon                        | Second Chance                                | 4 mai 1994                                                        |
| 58                   | 58                   | Le Rhino-féroce                              | Football Season                              | 9 mai 1994                                                        |
| 59                   | 59                   | Les Rangers mutants                          | Mighty Morphin' Mutants                      | 16 mai 1994                                                       |
| 60                   | 60                   | Les Perles maudites                          | An Oyster Stew                               | 23 mai 1994                                                       |

| Saison 2 (1994–1995) | Saison 2 (1994–1995) | Saison 2 (1994–1995)                     | Saison 2 (1994–1995)               | Saison 2 (1994–1995)                                                               |
| No de production     | No d'épisode         | Titre français                           | Titre original                     | Première diffusion ( États-Unis)                                                   |
| -------------------- | -------------------- | ---------------------------------------- | ---------------------------------- | ---------------------------------------------------------------------------------- |
| 61                   | 1                    | Mutinerie Partie 1                       | The Mutiny, Part 1                 | 21 juillet 1994 (première partie de soirée) 3 septembre 1994 (première diffusion)  |
| 62                   | 2                    | Mutinerie Partie 2                       | The Mutiny, Part 2                 | 29 juillet 1994 (première partie de soirée) 10 septembre 1994 (première diffusion) |
| 63                   | 3                    | Mutinerie Partie 3                       | The Mutiny, Part 3                 | 5 août 1994 (première partie de soirée) 12 septembre 1994 (première diffusion)     |
| 64                   | 4                    | On ne sait plus qui est qui              | The Wanna-Be Ranger                | 13 septembre 1994                                                                  |
| 65                   | 5                    | Hallucination                            | Putty on the Brain                 | 14 septembre 1994                                                                  |
| 66                   | 6                    | La fleur diabolique                      | Bloom of Doom                      | 17 septembre 1994                                                                  |
| 67                   | 7                    | Un rêve d'enfer                          | The Green Dream                    | 19 septembre 1994                                                                  |
| 68                   | 8                    | Le voleur de pouvoir                     | The Power Stealer                  | 20 septembre 1994                                                                  |
| 69                   | 9                    | Le scarabé impérial                      | The Beetle Invasion                | 21 septembre 1994                                                                  |
| 70                   | 10                   | Bienvenue sur l'île de Vénus             | Welcome to Venus Island            | 23 septembre 1994                                                                  |
| 71                   | 11                   | Le son des guitares                      | The Song of Guitardo               | 26 septembre 1994                                                                  |
| 72                   | 12                   | Tommy perd ses pouvoirs Partie 1         | Green No More, Part 1              | 27 septembre 1994                                                                  |
| 73                   | 13                   | Tommy perd ses pouvoirs 2ème partie      | Green No More, Part 2              | 28 septembre 1994                                                                  |
| 74                   | 14                   | La dimension interdite                   | Missing Green                      | 3 octobre 1994                                                                     |
| 75                   | 15                   | La Belle et la Bête                      | Beauty and the Beast               | 10 octobre 1994                                                                    |
| 76                   | 16                   | La trompette de Zack                     | Orchestral Maneuvers in the Park   | 4 octobre 1994                                                                     |
| 77                   | 17                   | Lumière blanche Partie 1                 | White Light, Part 1                | 17 octobre 1994                                                                    |
| 78                   | 18                   | Lumière blanche Partie 2                 | White Light, Part 2                | 17 octobre 1994                                                                    |
| 79                   | 19                   | Les deux monstres                        | Two for One                        | 24 octobre 1994                                                                    |
| 80                   | 20                   | Attraction                               | Opposites Attract                  | 25 octobre 1994                                                                    |
| 81                   | 21                   | Le jour des citrouilles                  | Zedd's Monster Mash                | 28 octobre 1994                                                                    |
| 82                   | 22                   | La Guerre des ninjas partie 1            | The Ninja Encounter, Part 1        | 2 novembre 1994                                                                    |
| 83                   | 23                   | La Guerre des ninjas partie 2            | The Ninja Encounter, Part 2        | 3 novembre 1994                                                                    |
| 84                   | 24                   | La Guerre des ninjas partie 3            | The Ninja Encounter, Part 3        | 4 novembre 1994                                                                    |
| 85                   | 25                   | Incident diplomatique                    | A Monster of Global Proportions    | 5 novembre 1994                                                                    |
| 86                   | 26                   | Zedd F-M                                 | Zedd Waves                         | 7 novembre 1994                                                                    |
| 87                   | 27                   | Le transfert de pouvoir Partie 1         | The Power Transfer, Part 1         | 8 novembre 1994                                                                    |
| 88                   | 28                   | Le transfert de pouvoir 2ème partie      | The Power Transfer, Part 2         | 9 novembre 1994                                                                    |
| 89                   | 29                   | Goldar et la Sorcière                    | Goldar's Vice-Versa                | 12 novembre 1994                                                                   |
| 90                   | 30                   | Le miroir aux regrets                    | Mirror of Regret                   | 14 novembre 1994                                                                   |
| 91                   | 31                   | A en perdre la memoire                   | When a Ranger Is Not a Ranger      | 15 novembre 1994                                                                   |
| 92                   | 32                   | Rocky a le demon du jeu                  | Rocky Just Wants to Have Fun       | 16 novembre 1994                                                                   |
| 93                   | 33                   | Les Power Rangers passent a la tele      | Lights, Camera, Action             | 17 novembre 1994                                                                   |
| 94                   | 34                   | Il n'y a pas de fumée sans feu           | Where There's Smoke, There's Fire  | 21 novembre 1994                                                                   |
| 95                   | 35                   | La chasse au trésor                      | Scavenger Hunt                     | 22 novembre 1994                                                                   |
| 96                   | 36                   | Le visiteur                              | The Great Bookala Escape           | 23 novembre 1994                                                                   |
| 97                   | 37                   | Amies pour toujours                      | Forever Friends                    | 28 novembre 1994                                                                   |
| 98                   | 38                   | Pêche en eau trouble                     | A Real Fish Story                  | 29 novembre 1994                                                                   |
| 99                   | 39                   | Retour en enfance 1ère partie            | Rangers Back in Time, Part 1       | 4 février 1995                                                                     |
| 100                  | 40                   | Retour en enfance 2ème partie            | Rangers Back in Time, Part 2       | 11 février 1995                                                                    |
| 101                  | 41                   | Le mariage 1ère partie                   | The Wedding, Part 1                | 13 février 1995                                                                    |
| 102                  | 42                   | Le mariage 2ème partie                   | The Wedding, Part 2                | 14 février 1995                                                                    |
| 103                  | 43                   | Le mariage 3ème partie                   | The Wedding, Part 3                | 15 février 1995                                                                    |
| 104                  | 44                   | Le retour du Ranger vert 1ère partie     | Return of the Green Ranger, Part 1 | 20 février 1995                                                                    |
| 105                  | 45                   | Le retour du Ranger vert Partie 2        | Return of the Green Ranger, Part 2 | 21 février 1995                                                                    |
| 106                  | 46                   | Le retour du Ranger vert Partie 3        | Return of the Green Ranger, Part 3 | 22 février 1995                                                                    |
| 107                  | 47                   | Madame la Presidente                     | Best Man for the Job               | 29 avril 1995                                                                      |
| 108                  | 48                   | Tout conte fait Partie 1                 | Storybook Rangers, Part 1          | 1er mai 1995                                                                       |
| 109                  | 49                   | Tout conte fait partie 2                 | Storybook Rangers, Part 2          | 2 mai 1995                                                                         |
| 110                  | 50                   | Il était une fois dans le temps Partie 1 | Wild West Rangers, Part 1          | 8 mai 1995                                                                         |
| 111                  | 51                   | Il était une fois dans le temps partie 2 | Wild West Rangers, Part 2          | 9 mai 1995                                                                         |
| 112                  | 52                   | Pauvre Billy                             | Blue Ranger Gone Bad               | 20 mai 1995                                                                        |

| Saison 3 (1995–1996) | Saison 3 (1995–1996) | Saison 3 (1995–1996)               | Saison 3 (1995–1996)                       | Saison 3 (1995–1996)             |
| No de production     | No d'épisode         | Titre français                     | Titre original                             | Première diffusion ( États-Unis) |
| -------------------- | -------------------- | ---------------------------------- | ------------------------------------------ | -------------------------------- |
| 113                  | 1                    | Un ami dans le besoin 1ère partie  | A Friend in Need, Part 1                   | 9 septembre 1995                 |
| 114                  | 2                    | Un ami dans le besoin 2ème partie  | A Friend in Need, Part 2                   | 9 septembre 1995                 |
| 115                  | 3                    | Un ami dans le besoin 3ème partie  | A Friend in Need, Part 3                   | 9 septembre 1995                 |
| 116                  | 4                    | La guerilla 1ère partie            | Ninja Quest, Part 1                        | 9 septembre 1995                 |
| 117                  | 5                    | La guerilla 2ème partie            | Ninja Quest, Part 2                        | 9 septembre 1995                 |
| 118                  | 6                    | La guerilla 3ème partie            | Ninja Quest, Part 3                        | 9 septembre 1995                 |
| 119                  | 7                    | La guerilla 4ème partie            | Ninja Quest, Part 4                        | 9 septembre 1995                 |
| 120                  | 8                    | Le vol des couleurs                | A Brush with Destiny                       | 16 septembre 1995                |
| 121                  | 9                    | Eclairez ma lanterne               | Passing the Lantern                        | 16 septembre 1995                |
| 122                  | 10                   | Professeur d'un jour               | Wizard for a Day                           | 16 septembre 1995                |
| 123                  | 11                   | Drôle de match                     | Fourth Down and Long                       | 23 septembre 1995                |
| 124                  | 12                   | Graine de haine Partie 1           | Stop the Hate Maître, Part 1               | 23 septembre 1995                |
| 125                  | 13                   | Graine de haine Partie 2           | Stop the Hate Maître, Part 2               | 30 septembre 1995                |
| 126                  | 14                   | Le voleur de visage                | Final Face-Off                             | 30 septembre 1995                |
| 127                  | 15                   | La potion d'amour                  | The Potion Notion                          | 7 octobre 1995                   |
| 128                  | 16                   | Joyeux Noël                        | I'm Dreaming of a White Ranger             | 7 octobre 1995                   |
| 129                  | 17                   | Une catastrophe Partie 1           | A Ranger Catastrophe, Part 1               | 28 octobre 1995                  |
| 130                  | 18                   | Une catastrophe Partie 2           | A Ranger Catastrophe, Part 2               | 28 octobre 1995                  |
| 131                  | 19                   | Le vol du médaillon Partie 1       | Changing of the Zords, Part 1              | 4 novembre 1995                  |
| 132                  | 20                   | Le vol du médaillon Partie 2       | Changing of the Zords, Part 2              | 4 novembre 1995                  |
| 133                  | 21                   | Le vol du médaillon Partie 3       | Changing of the Zords, Part 3              | 4 novembre 1995                  |
| 134                  | 22                   | Suivez ce taxi !                   | Follow That Cab !                          | 4 novembre 1995                  |
| 135                  | 23                   | Un rose un peu moins rose Partie 1 | A Different Shade of Pink, Part 1          | 11 novembre 1995                 |
| 136                  | 24                   | Un rose un peu moins rose Partie 2 | A Different Shade of Pink, Part 2          | 11 novembre 1995                 |
| 137                  | 25                   | Un rose un peu moins rose Partie 3 | A Different Shade of Pink, Part 3          | 11 novembre 1995                 |
| 138                  | 26                   | Bon appetit Tommy                  | Rita's Pita                                | 14 octobre 1995                  |
| 139                  | 27                   | Le mangeur de pierres              | Another Brick in the Wall                  | 14 octobre 1995                  |
| 140                  | 28                   | Petit singe deviendra grand        | A Chimp in Charge                          | 14 octobre 1995                  |
| 141                  | 29                   | L'armure métallique Partie 1       | Maître Vile and the Metallic Armor, Part 1 | 9 décembre 1995                  |
| 142                  | 30                   | L'armure métallique Partie 2       | Maître Vile and the Metallic Armor, Part 2 | 9 décembre 1995                  |
| 143                  | 31                   | L'armure métallique Partie 3       | Maître Vile and the Metallic Armor, Part 3 | 9 décembre 1995                  |
| 144                  | 32                   | Fausses notes                      | The Sound of Dischordia                    | 2 décembre 1995                  |
| 145                  | 33                   | Le cristal d'Armaguedon            | Rangers in Reverse                         | 2 décembre 1995                  |

| Mighty Morphin Power Rangers - Saison 1 Re–version (2010) | Mighty Morphin Power Rangers - Saison 1 Re–version (2010) | Mighty Morphin Power Rangers - Saison 1 Re–version (2010) | Mighty Morphin Power Rangers - Saison 1 Re–version (2010) | Mighty Morphin Power Rangers - Saison 1 Re–version (2010) |
| No de production                                          | No d'épisode                                              | Titre français                                            | Titre original                                            | Première diffusion ( États-Unis)                          |
| --------------------------------------------------------- | --------------------------------------------------------- | --------------------------------------------------------- | --------------------------------------------------------- | --------------------------------------------------------- |
| 01                                                        | 01                                                        | La Libération de Rita                                     | Day of the Dumpster                                       | 2 janvier 2010                                            |
| 02                                                        | 02                                                        | Menace sur le parc d'attraction                           | High Five                                                 | 2 janvier 2010                                            |
| 03                                                        | 03                                                        | Travail d’équipe                                          | Teamwork                                                  | 9 janvier 2010                                            |
| 04                                                        | 04                                                        | Record battu                                              | A Pressing Engagement                                     | 9 janvier 2010                                            |
| 05                                                        | 05                                                        | En avant la musique                                       | Different Drum                                            | 16 janvier 2010                                           |
| 06                                                        | 06                                                        | Un peu trop épicé                                         | Food Fight                                                | 16 janvier 2010                                           |
| 07                                                        | 07                                                        | Un pique-nique mouvementé                                 | Big Sisters                                               | 23 janvier 2010                                           |
| 08                                                        | 08                                                        | Échange de bons procédés                                  | Switching Places                                          | 30 janvier 2010                                           |
| 09                                                        | 09                                                        | Œil-de-Lynx                                               | I, Eye Guy                                                | 6 février 2010                                            |
| 10                                                        | 10                                                        | Et si on volait ?                                         | Foul Play in the Sky                                      | 13 février 2010                                           |
| 11                                                        | 11                                                        | La Bouteille magique                                      | For Whom the Bell Trolls                                  | 20 février 2010                                           |
| 12                                                        | 12                                                        | Joyeux anniversaire, Zack                                 | Happy Birthday, Zack                                      | 27 février 2010                                           |
| 13                                                        | 13                                                        | La Fête foraine                                           | No Clowning Around                                        | 27 mars 2010                                              |
| 14                                                        | 14                                                        | Rocker Rangers                                            | Power Ranger Punks                                        | 24 juillet 2010                                           |
| 15                                                        | 15                                                        | Madame Woe                                                | Peace, Love and Woe                                       | 24 juillet 2010                                           |
| 16                                                        | 16                                                        | La Formule de l'homme invisible                           | Dark Warrior                                              | 21 août 2010                                              |
| 17                                                        | 17                                                        | Rencontre avec le Ranger vert, 1re partie                 | Green with Evil, Part 1 : Out of Control                  | 3 avril 2010                                              |
| 18                                                        | 18                                                        | Rencontre avec le Ranger vert, 2e partie                  | Green with Evil, Part 2 : Jason's Battle                  | 10 avril 2010                                             |
| 19                                                        | 19                                                        | Rencontre avec le Ranger vert, 3e partie                  | Green with Evil, Part 3 : The Rescue                      | 8 mai 2010                                                |
| 20                                                        | 20                                                        | Rencontre avec le Ranger vert, 4e partie                  | Green with Evil, Part 4 : Eclipsing Megazord              | 22 mai 2010                                               |
| 21                                                        | 21                                                        | Rencontre avec le Ranger vert, 5e partie                  | Green with Evil, Part 5 : Breaking the Spell              | 5 juin 2010                                               |
| 22                                                        | 22                                                        | Le tort tue                                               | The Trouble with Shellshock                               | 17 juillet 2010                                           |
| 23                                                        | 23                                                        | L'Araignée du matin                                       | Itsy Bitsy Spider                                         | 17 juillet 2010                                           |
| 24                                                        | 24                                                        | Le Monstre crache-fleur                                   | The Spit Flower                                           | 24 juillet 2010                                           |
| 25                                                        | 25                                                        | Bas les masques                                           | Life's a Masquerade                                       | 31 juillet 2010                                           |
| 26                                                        | 26                                                        | L'Esprit d'équipe                                         | Gung Ho !                                                 | 31 juillet 2010                                           |
| 27                                                        | 27                                                        | L'Île des illusions, 1re partie                           | Island of Illusions, Part 1                               | 7 août 2010                                               |
| 28                                                        | 28                                                        | L'Île des illusions, 2e partie                            | Island of Illusions, Part 2                               | 7 août 2010                                               |
| 29                                                        | 29                                                        | La Roue du malheur                                        | Wheel of Misfortune                                       | 14 août 2010                                              |
| 30                                                        | 30                                                        | Le Miroir de la destruction                               | The Rockstar                                              | 14 août 2010                                              |
| 31                                                        | 31                                                        | Catastrophes en chaîne                                    | Calamity Kimberly                                         |                                                           |
| 32                                                        | 32                                                        | Une étoile est née                                        | A Star Is Born                                            |                                                           |

### Autour de la série
- La série devait à l'origine s'achever au bout de 40 épisodes, mais a été prolongée de 20 épisodes de plus, soit un total de 60 épisodes au vu de son énorme succès. L'épisode Panique à Angel Grove, qui devait servir de final, s'achevait ainsi par la ré-incarcération de Rita dans sa poubelle spatiale. Il semblerait que cette fin originale, jamais utilisée, ait toutefois été tournée.
- Jason David Frank avait auditionné pour le rôle du Ranger rouge, mais c'est Austin St. John qui obtient le rôle, il fut finalement rappelé pour jouer le Ranger vert.
- Austin St. John, Walter Emmanuel Jones et Thuy Trang ont été renvoyés de la série après avoir demandé une augmentation de salaire, au vu de l'énorme succès de la série à l'époque. Austin St. John reprendra toutefois son rôle dans des saisons ultérieures.
- Dans l'épisode Lumière blanche, 2e partie, Zordon fait de Tommy le nouveau chef d'équipe, apparemment sans aucune résistance de la part de Jason. Même si cela peut sembler étrange, l'explication est simple : Austin St. John, Thuy Trang et Walter Emmanuel Jones ayant été renvoyés de la série deux épisodes après celui-ci, il est très probable que cette réplique de Zordon ait été ajoutée au dernier moment et ne faisait pas partie du script d'origine. Cette hypothèse est accréditée par le fait que dans l'épisode Attraction (le dernier épisode tourné avec la distribution d'origine), c'est Jason qui crie le traditionnel « Transmutation ! », et non Tommy, pourtant chef d'équipe.
- Bien que leurs acteurs aient été renvoyés après l'épisode Attraction, Jason, Zack et Trini ne quittent la série que huit épisodes plus tard. Leurs rares apparitions entre ces deux épisodes se font par le biais de doublures (en costumes ou vues de dos) et de scènes réutilisées, agrémentées d'un doublage (vocal) par d'autres acteurs (dans la version française, les comédiens restent les mêmes).
- L'actrice Thuy Trang qui jouait Trini, la toute première Power Ranger jaune, est morte le 3 septembre 2001 dans un accident de voiture, à l'âge de 27 ans. Elle ne portait pas sa ceinture de sécurité. L'épisode 36 de Power Rangers : La Force du temps (Circuit Unsure/La Défaillance) lui est dédié. Le téléfilm Power Rangers : Toujours vers le futur sera aussi dédié a sa mémoire.
- L'actrice Machiko Soga qui jouait Rita est également morte le 7 mai 2006 d'un cancer du pancréas, à l'âge de 68 ans. Machiko Soga n'a en fait jamais tourné pour Power Rangers, les scènes où elle apparaît étant directement reprises depuis Zyuranger. En hommage, son apparition dans Magiranger a été conservée pour Power Rangers : Force mystique, où elle est désignée comme étant la Mère mystique (Rita devenue gentille). Machiko Soga parlant mal anglais, est doublée par Barbara Goodson dans Mighty Morphin, tandis que dans Power Rangers : Force mystique, c'est Susan Brady qui la double.
- Amy Jo Johnson, la Ranger rose, est l'une des rares actrices de la série à avoir été connue pour un autre rôle après son départ de la série. Elle a en effet participé par la suite à des séries télévisées à succès telles que : Felicity, Wildfire ou encore Flashpoint. En 2022, elle exprime son chagrin pour son ami Jason David Frank qui s'est suicidé.
- Billy Cranston, joué par David Yost, ne portait pas de lunettes à la fin de la saison 2 et des saisons 3 et 4, alors que dans les bandes dessinées, il en porte et aussi dans les jouets.
- Malgré le thème et les dires de Zordon, sur les 5 Zords, seulement 2 sont de vrais dinosaures : le tyrannosaure et le tricératops. En ce qui concerne les autres : le mastodonte et le smilodon sont des mammifères et le ptérodactyle est un Sauropsida.
- Ami Kawai, la 1re actrice japonaise qui est engagée pour jouer le rôle de Scorpina, parle mal anglais et est doublée par Wendee Lee, puis par Sabrina Lu dans la saison 2, et par Malika Lim dans HyperForce.
- Hideaki Kusaka, qui porte le costume de Ninjor, parle très mal anglais et est doublé par Kurt Strauss.
- Richard Rabago, qui joue le rôle de Maître Lee, est mort le 18 mai 2012 à 68 ans de cause naturelle.
- Maurice Mendoza, qui joue le rôle de Richie, est mort le 13 août 2013 à 39 ans de causes inconnus.
- Masahiko Urano, engagé pour le rôle de Lokhar, parle mal anglais et est doublé par Robert Axelrod.
- Robert Axelrod qui double Seigneur Zedd, Finster, Lokhar, Chunky Chicken, Eye Guy, Goo Fish, Two-Headed Parrot, Grumble the Elf, Mutantrum, Thin Man et Piranha Khan est mort le 7 septembre 2019 des suites de complications de son opération à la colonne vertébrale.
- Brad Orchard, qui joue plusieurs monstres comme Pipebrain, Centiback, Tube Monster et Ravenator dans PR Mighty Morphin, Hydro Hog dans Alien Ranger, Mace Face, Main Drain et Stenchy dans PR Zeo, Horror Bulls et Hoothead dans PR dans l'espace est décédé d'un accident vasculaire cérébral le 17 février 2015.
- Alissa Ann Smego, qui joue Shawna Hilton, s'est suicidée le 5 octobre 2013.
- Gardner Baldwin, qui joue Snow Monster, est mort le 7 septembre 2011 d'une crise cardiaque.
- Bob Papenbrook, qui fait la voix de Rito Revolto, Deviot, Saliguana, Showbiz Monster et Snizzard dans Mighty Morphin Power rangers, Silo, Punch-A-Bunch et Borax the Varox dans PR Zeo, Amphibitor et Torch Tiger dans PR Turbo, Sting King, Lunatick et Spikey dans PR dans l'espace, Radster dans PR l'autre Galaxie, Fireor et Thunderclaw dans PR sauvetage éclair, Univolt et Artillicon dans PR Force du temps, Bell Org et Mike the Fishing Store Clerk dans PR force animal est mort le 17 mars 2006 de problèmes pulmonaires chroniques.
- Minoru Watanabe, qui porte le costume de Squatt, parle mal anglais et est doublé par Michael J. Sorich.
- Hideaki Kusaka, qui joue le rôle de Baboo, parle mal anglais et est doublé par Colin Phillips.
- Jason David Frank, qui joue Tommy Oliver, le ranger vert puis blanc, s'est suicidé le 19 novembre 2022 à l'âge de 49 ans. Le téléfilm Power Rangers : Toujours vers le futur sera aussi dédié a sa mémoire.